# Lista över fornlämningar i Mjölby kommun
Lista över fornlämningar i Mjölby kommun är en förteckning av ett urval av de fornlämningar som finns i Mjölby kommun.

## Allhelgona
| Namn            | Lämningstyp                 | Tillkomsttid | Historisk indelning      | Plats | Läge                 | ID-nr          | Bild                                 |
| --------------- | --------------------------- | ------------ | ------------------------ | ----- | -------------------- | -------------- | ------------------------------------ |
| Allhelgona 2:1  | Stensättning                |              | Allhelgona, Östergötland |       | 58.401500, 15.152147 | 10039800020001 | Ladda upp en bild av detta fornminne |
| Allhelgona 3:1  | Gravfält                    |              | Allhelgona, Östergötland |       | 58.404539, 15.120572 | 10039800030001 | Ladda upp en bild av detta fornminne |
| Allhelgona 6:1  | Runristning                 |              | Allhelgona, Östergötland |       | 58.396050, 15.130462 | 10039800060001 | Ladda upp en bild av detta fornminne |
| Allhelgona 9:1  | Grav markerad av sten/block |              | Allhelgona, Östergötland |       | 58.422602, 15.110909 | 10039800090001 | Ladda upp en bild av detta fornminne |
| Allhelgona 9:2  | Grav markerad av sten/block |              | Allhelgona, Östergötland |       | 58.422428, 15.110693 | 10039800090002 | Ladda upp en bild av detta fornminne |
| Allhelgona 10:1 | Grav markerad av sten/block |              | Allhelgona, Östergötland |       | 58.421059, 15.109373 | 10039800100001 | Ladda upp en bild av detta fornminne |
| Allhelgona 12:1 | Stensättning                |              | Allhelgona, Östergötland |       | 58.421277, 15.111461 | 10039800120001 | Ladda upp en bild av detta fornminne |
| Allhelgona 13:1 | Stensättning                |              | Allhelgona, Östergötland |       | 58.421351, 15.120059 | 10039800130001 | Ladda upp en bild av detta fornminne |
| Allhelgona 19:1 | Stensättning                |              | Allhelgona, Östergötland |       | 58.428532, 15.067852 | 10039800190001 | Ladda upp en bild av detta fornminne |
| Allhelgona 46:1 | Hällristning                |              | Allhelgona, Östergötland |       | 58.431411, 15.055595 | 10039800460001 | Ladda upp en bild av detta fornminne |
| Allhelgona 47:1 | Hällristning                |              | Allhelgona, Östergötland |       | 58.431175, 15.053921 | 10039800470001 | Ladda upp en bild av detta fornminne |
| Allhelgona 66   | Gravfält                    |              | Allhelgona, Östergötland |       | 58.407848, 15.048585 | 12000000014114 | Ladda upp en bild av detta fornminne |
| Allhelgona 73   | Gravfält                    |              | Allhelgona, Östergötland |       | 58.424501, 15.113627 | 12000000014238 | Ladda upp en bild av detta fornminne |

## Appuna
| Namn        | Lämningstyp  | Tillkomsttid | Historisk indelning  | Plats       | Läge                 | ID-nr          | Bild                                 |
| ----------- | ------------ | ------------ | -------------------- | ----------- | -------------------- | -------------- | ------------------------------------ |
| Appuna 1:1  | Stensättning |              | Appuna, Östergötland |             | 58.345995, 14.981591 | 10039900010001 | Ladda upp en bild av detta fornminne |
| Appuna 1:2  | Stensättning |              | Appuna, Östergötland |             | 58.346092, 14.981839 | 10039900010002 | Ladda upp en bild av detta fornminne |
| Appuna 2:1  | Hög          |              | Appuna, Östergötland |             | 58.332195, 14.961259 | 10039900020001 | Ladda upp en bild av detta fornminne |
| Appuna 4:1  | Runristning  |              | Appuna, Östergötland | Prästgården | 58.342601, 14.961067 | 10039900040001 | Ladda upp en bild av detta fornminne |
| Appuna 11:1 | Stenkrets    |              | Appuna, Östergötland |             | 58.334508, 14.967913 | 10039900110001 | Ladda upp en bild av detta fornminne |

## Bjälbo
| Namn               | Lämningstyp      | Tillkomsttid | Historisk indelning  | Plats | Läge                 | ID-nr          | Bild                                      |
| ------------------ | ---------------- | ------------ | -------------------- | ----- | -------------------- | -------------- | ----------------------------------------- |
| Ög 66 (Bjälbo 3:1) | Runristning      |              | Bjälbo, Östergötland |       | 58.372012, 15.004950 | 10040400030001 | Ladda upp en till bild av detta fornminne |
| Ög 64 (Bjälbo 3:2) | Runristning      |              | Bjälbo, Östergötland |       | 58.372158, 15.004849 | 10040400030002 | Ladda upp en till bild av detta fornminne |
| Bjälbo 3:3         | Runristning      |              | Bjälbo, Östergötland |       | 58.372118, 15.005018 | 10040400030003 | Ladda upp en bild av detta fornminne      |
| Bjälbo 3:4         | Runristning      |              | Bjälbo, Östergötland |       | 58.372118, 15.005018 | 10040400030004 | Ladda upp en bild av detta fornminne      |
| Bjälbo 3:5         | Runristning      |              | Bjälbo, Östergötland |       | 58.372118, 15.005018 | 10040400030005 | Ladda upp en bild av detta fornminne      |
| Bjälbo 5:1         | Gravfält         |              | Bjälbo, Östergötland |       | 58.387904, 15.005157 | 10040400050001 | Ladda upp en bild av detta fornminne      |
| Bjälbo 10:1        | Gravfält         |              | Bjälbo, Östergötland |       | 58.392160, 15.008424 | 10040400100001 | Ladda upp en bild av detta fornminne      |
| Bjälbo 14:1        | Stensättning     |              | Bjälbo, Östergötland |       | 58.387955, 15.003983 | 10040400140001 | Ladda upp en bild av detta fornminne      |
| Bjälbo 17:1        | Begravningsplats |              | Bjälbo, Östergötland |       | 58.372823, 15.004849 | 10040400170001 | Ladda upp en bild av detta fornminne      |

## Herrberga
| Namn                   | Lämningstyp  | Tillkomsttid | Historisk indelning     | Plats | Läge                 | ID-nr          | Bild                                      |
| ---------------------- | ------------ | ------------ | ----------------------- | ----- | -------------------- | -------------- | ----------------------------------------- |
| Herrberga 2:1          | Gravfält     |              | Herrberga, Östergötland |       | 58.378490, 15.207900 | 10043100020001 | Ladda upp en bild av detta fornminne      |
| Herrberga 3:1          | Stensättning |              | Herrberga, Östergötland |       | 58.376206, 15.213638 | 10043100030001 | Ladda upp en bild av detta fornminne      |
| Herrberga 4:1          | Stensättning |              | Herrberga, Östergötland |       | 58.376137, 15.212432 | 10043100040001 | Ladda upp en bild av detta fornminne      |
| Herrberga 4:2          | Stensättning |              | Herrberga, Östergötland |       | 58.376108, 15.212276 | 10043100040002 | Ladda upp en bild av detta fornminne      |
| Herrberga 4:3          | Stensättning |              | Herrberga, Östergötland |       | 58.376159, 15.212093 | 10043100040003 | Ladda upp en bild av detta fornminne      |
| Herrberga 4:4          | Stensättning |              | Herrberga, Östergötland |       | 58.376101, 15.211982 | 10043100040004 | Ladda upp en bild av detta fornminne      |
| Herrberga 5:1          | Gravfält     |              | Herrberga, Östergötland |       | 58.373008, 15.208352 | 10043100050001 | Ladda upp en bild av detta fornminne      |
| Herrberga 7:1          | Gravfält     |              | Herrberga, Östergötland |       | 58.374793, 15.202037 | 10043100070001 | Ladda upp en bild av detta fornminne      |
| Ög 193 (Herrberga 9:1) | Runristning  |              | Herrberga, Östergötland |       | 58.384066, 15.198009 | 10043100090001 | Ladda upp en till bild av detta fornminne |
| Herrberga 10:1         | Stensättning |              | Herrberga, Östergötland |       | 58.390851, 15.199936 | 10043100100001 | Ladda upp en bild av detta fornminne      |
| Herrberga 18:1         | Gravfält     |              | Herrberga, Östergötland |       | 58.372976, 15.207019 | 10043100180001 | Ladda upp en bild av detta fornminne      |
| Herrberga 20:1         | Hällristning |              | Herrberga, Östergötland |       | 58.382875, 15.195855 | 10043100200001 | Ladda upp en bild av detta fornminne      |
| Herrberga 23:1         | Hällristning |              | Herrberga, Östergötland |       | 58.393553, 15.199571 | 10043100230001 | Ladda upp en bild av detta fornminne      |
| Herrberga 25:1         | Hällristning |              | Herrberga, Östergötland |       | 58.390541, 15.199206 | 10043100250001 | Ladda upp en bild av detta fornminne      |
| Veta 20:1              | Gravfält     |              | Herrberga, Östergötland |       | 58.369181, 15.246526 | 10052100200001 | Ladda upp en bild av detta fornminne      |

## Hogstad
| Namn          | Lämningstyp  | Tillkomsttid | Historisk indelning   | Plats | Läge                 | ID-nr          | Bild                                 |
| ------------- | ------------ | ------------ | --------------------- | ----- | -------------------- | -------------- | ------------------------------------ |
| Hogstad 1:1   | Hög          |              | Hogstad, Östergötland |       | 58.333036, 15.047132 | 10043300010001 | Ladda upp en bild av detta fornminne |
| Hogstad 9:1   | Stensättning |              | Hogstad, Östergötland |       | 58.347181, 15.002306 | 10043300090001 | Ladda upp en bild av detta fornminne |
| Hogstad 13:1  | Stensättning |              | Hogstad, Östergötland |       | 58.310776, 14.994774 | 10043300130001 | Ladda upp en bild av detta fornminne |
| Hogstad 14:1  | Stensättning |              | Hogstad, Östergötland |       | 58.311513, 14.996423 | 10043300140001 | Ladda upp en bild av detta fornminne |
| Hogstad 15:1  | Stensättning |              | Hogstad, Östergötland |       | 58.338160, 15.030326 | 10043300150001 | Ladda upp en bild av detta fornminne |
| Hogstad 15:2  | Stensättning |              | Hogstad, Östergötland |       | 58.338259, 15.029957 | 10043300150002 | Ladda upp en bild av detta fornminne |
| Hogstad 19:1  | Stensättning |              | Hogstad, Östergötland |       | 58.331396, 15.022815 | 10043300190001 | Ladda upp en bild av detta fornminne |
| Hogstad 21:1  | Gravfält     |              | Hogstad, Östergötland |       | 58.337597, 14.999983 | 10043300210001 | Ladda upp en bild av detta fornminne |
| Hogstad 23:1  | Stensättning |              | Hogstad, Östergötland |       | 58.323975, 15.054373 | 10043300230001 | Ladda upp en bild av detta fornminne |
| Hogstad 25:1  | Stensättning |              | Hogstad, Östergötland |       | 58.330146, 15.008292 | 10043300250001 | Ladda upp en bild av detta fornminne |
| Hogstad 25:2  | Stensättning |              | Hogstad, Östergötland |       | 58.329798, 15.008564 | 10043300250002 | Ladda upp en bild av detta fornminne |
| Hogstad 28:1  | Gravfält     |              | Hogstad, Östergötland |       | 58.317258, 15.040661 | 10043300280001 | Ladda upp en bild av detta fornminne |
| Hogstad 29:1  | Gravfält     |              | Hogstad, Östergötland |       | 58.315903, 15.042065 | 10043300290001 | Ladda upp en bild av detta fornminne |
| Hogstad 32:1  | Gravfält     |              | Hogstad, Östergötland |       | 58.320680, 15.012263 | 10043300320001 | Ladda upp en bild av detta fornminne |
| Hogstad 42:1  | Stensättning |              | Hogstad, Östergötland |       | 58.320711, 15.005647 | 10043300420001 | Ladda upp en bild av detta fornminne |
| Hogstad 62:1  | Gravfält     |              | Hogstad, Östergötland |       | 58.302696, 15.028341 | 10043300620001 | Ladda upp en bild av detta fornminne |
| Hogstad 64:1  | Stensättning |              | Hogstad, Östergötland |       | 58.327034, 15.013885 | 10043300640001 | Ladda upp en bild av detta fornminne |
| Hogstad 64:2  | Stensättning |              | Hogstad, Östergötland |       | 58.327167, 15.013851 | 10043300640002 | Ladda upp en bild av detta fornminne |
| Hogstad 67:1  | Stensättning |              | Hogstad, Östergötland |       | 58.300456, 15.027920 | 10043300670001 | Ladda upp en bild av detta fornminne |
| Hogstad 68:1  | Stensättning |              | Hogstad, Östergötland |       | 58.301074, 15.027323 | 10043300680001 | Ladda upp en bild av detta fornminne |
| Hogstad 68:2  | Stensättning |              | Hogstad, Östergötland |       | 58.301490, 15.027534 | 10043300680002 | Ladda upp en bild av detta fornminne |
| Hogstad 69:1  | Stensättning |              | Hogstad, Östergötland |       | 58.300093, 15.025533 | 10043300690001 | Ladda upp en bild av detta fornminne |
| Hogstad 71:1  | Gravfält     |              | Hogstad, Östergötland |       | 58.319973, 15.003381 | 10043300710001 | Ladda upp en bild av detta fornminne |
| Hogstad 78:1  | Stensättning |              | Hogstad, Östergötland |       | 58.323742, 15.053716 | 10043300780001 | Ladda upp en bild av detta fornminne |
| Hogstad 78:2  | Stensättning |              | Hogstad, Östergötland |       | 58.323952, 15.053462 | 10043300780002 | Ladda upp en bild av detta fornminne |
| Hogstad 80:1  | Hällristning |              | Hogstad, Östergötland |       | 58.315432, 15.010817 | 10043300800001 | Ladda upp en bild av detta fornminne |
| Hogstad 85:1  | Stensättning |              | Hogstad, Östergötland |       | 58.319376, 15.011126 | 10043300850001 | Ladda upp en bild av detta fornminne |
| Hogstad 87:1  | Hällristning |              | Hogstad, Östergötland |       | 58.333005, 15.016602 | 10043300870001 | Ladda upp en bild av detta fornminne |
| Hogstad 87:2  | Hällristning |              | Hogstad, Östergötland |       | 58.333010, 15.016510 | 10043300870002 | Ladda upp en bild av detta fornminne |
| Hogstad 87:3  | Hällristning |              | Hogstad, Östergötland |       | 58.333060, 15.016557 | 10043300870003 | Ladda upp en bild av detta fornminne |
| Hogstad 89:1  | Hällristning |              | Hogstad, Östergötland |       | 58.315755, 15.018241 | 10043300890001 | Ladda upp en bild av detta fornminne |
| Hogstad 90:1  | Hällristning |              | Hogstad, Östergötland |       | 58.317025, 15.006822 | 10043300900001 | Ladda upp en bild av detta fornminne |
| Hogstad 91:1  | Hällristning |              | Hogstad, Östergötland |       | 58.315664, 15.006762 | 10043300910001 | Ladda upp en bild av detta fornminne |
| Hogstad 92:1  | Hällristning |              | Hogstad, Östergötland |       | 58.317566, 15.010551 | 10043300920001 | Ladda upp en bild av detta fornminne |
| Hogstad 97:1  | Stensättning |              | Hogstad, Östergötland |       | 58.323702, 15.056103 | 10043300970001 | Ladda upp en bild av detta fornminne |
| Hogstad 97:2  | Stensättning |              | Hogstad, Östergötland |       | 58.323737, 15.055904 | 10043300970002 | Ladda upp en bild av detta fornminne |
| Hogstad 97:3  | Stensättning |              | Hogstad, Östergötland |       | 58.323893, 15.055651 | 10043300970003 | Ladda upp en bild av detta fornminne |
| Hogstad 102:1 | Gravfält     |              | Hogstad, Östergötland |       | 58.314558, 15.044407 | 10043301020001 | Ladda upp en bild av detta fornminne |
| Hogstad 103:1 | Stensättning |              | Hogstad, Östergötland |       | 58.310132, 15.023089 | 10043301030001 | Ladda upp en bild av detta fornminne |
| Hogstad 104:1 | Hällristning |              | Hogstad, Östergötland |       | 58.311667, 14.996377 | 10043301040001 | Ladda upp en bild av detta fornminne |
| Hogstad 104:2 | Hällristning |              | Hogstad, Östergötland |       | 58.311658, 14.996237 | 10043301040002 | Ladda upp en bild av detta fornminne |
| Hogstad 115:1 | Stensättning |              | Hogstad, Östergötland |       | 58.296963, 15.021137 | 10043301150001 | Ladda upp en bild av detta fornminne |
| Hogstad 115:2 | Stensättning |              | Hogstad, Östergötland |       | 58.297298, 15.021010 | 10043301150002 | Ladda upp en bild av detta fornminne |
| Hogstad 115:3 | Stensättning |              | Hogstad, Östergötland |       | 58.297406, 15.021027 | 10043301150003 | Ladda upp en bild av detta fornminne |
| Hogstad 115:4 | Stensättning |              | Hogstad, Östergötland |       | 58.297538, 15.021220 | 10043301150004 | Ladda upp en bild av detta fornminne |
| Hogstad 117:1 | Stensättning |              | Hogstad, Östergötland |       | 58.297532, 15.020551 | 10043301170001 | Ladda upp en bild av detta fornminne |
| Hogstad 122:1 | Hällristning |              | Hogstad, Östergötland |       | 58.345970, 15.033934 | 10043301220001 | Ladda upp en bild av detta fornminne |
| Hogstad 131:1 | Hällristning |              | Hogstad, Östergötland |       | 58.341386, 15.050651 | 10043301310001 | Ladda upp en bild av detta fornminne |
| Hogstad 132:1 | Hällristning |              | Hogstad, Östergötland |       | 58.338112, 15.051457 | 10043301320001 | Ladda upp en bild av detta fornminne |
| Hogstad 135:1 | Hällristning |              | Hogstad, Östergötland |       | 58.327547, 15.027831 | 10043301350001 | Ladda upp en bild av detta fornminne |
| Hogstad 136:1 | Stensättning |              | Hogstad, Östergötland |       | 58.338627, 15.047571 | 10043301360001 | Ladda upp en bild av detta fornminne |
| Hogstad 138:1 | Gravfält     |              | Hogstad, Östergötland |       | 58.322412, 15.009348 | 10043301380001 | Ladda upp en bild av detta fornminne |
| Hogstad 149:1 | Hällristning |              | Hogstad, Östergötland |       | 58.311831, 15.022773 | 10043301490001 | Ladda upp en bild av detta fornminne |
| Hogstad 153:1 | Stensättning |              | Hogstad, Östergötland |       | 58.329619, 14.995220 | 10043301530001 | Ladda upp en bild av detta fornminne |
| Hogstad 153:2 | Stensättning |              | Hogstad, Östergötland |       | 58.329287, 14.994671 | 10043301530002 | Ladda upp en bild av detta fornminne |
| Hogstad 155:1 | Stensättning |              | Hogstad, Östergötland |       | 58.320382, 15.064672 | 10043301550001 | Ladda upp en bild av detta fornminne |
| Hogstad 159:1 | Stensättning |              | Hogstad, Östergötland |       | 58.307843, 15.009965 | 10043301590001 | Ladda upp en bild av detta fornminne |
| Hogstad 159:2 | Stensättning |              | Hogstad, Östergötland |       | 58.308008, 15.009966 | 10043301590002 | Ladda upp en bild av detta fornminne |
| Hogstad 160:1 | Gravfält     |              | Hogstad, Östergötland |       | 58.313421, 15.037646 | 10043301600001 | Ladda upp en bild av detta fornminne |
| Hogstad 173:1 | Stensättning |              | Hogstad, Östergötland |       | 58.334336, 15.005164 | 10043301730001 | Ladda upp en bild av detta fornminne |
| Rinna 44:1    | Stensättning |              | Hogstad, Östergötland |       | 58.297293, 15.015328 | 10047800440001 | Ladda upp en bild av detta fornminne |
| Rinna 45:1    | Gravfält     |              | Hogstad, Östergötland |       | 58.299253, 15.014412 | 10047800450001 | Ladda upp en bild av detta fornminne |
| Rinna 46:1    | Stensättning |              | Hogstad, Östergötland |       | 58.298815, 15.013400 | 10047800460001 | Ladda upp en bild av detta fornminne |
| Rinna 77:1    | Stensättning |              | Hogstad, Östergötland |       | 58.297846, 15.016033 | 10047800770001 | Ladda upp en bild av detta fornminne |
| Rinna 189:1   | Hällristning |              | Hogstad, Östergötland |       | 58.299731, 15.012710 | 10047801890001 | Ladda upp en bild av detta fornminne |
| Rinna 190:1   | Hällristning |              | Hogstad, Östergötland |       | 58.299597, 15.014499 | 10047801900001 | Ladda upp en bild av detta fornminne |
| Rinna 191:1   | Hällristning |              | Hogstad, Östergötland |       | 58.300305, 15.012219 | 10047801910001 | Ladda upp en bild av detta fornminne |
| Rinna 196:1   | Hällristning |              | Hogstad, Östergötland |       | 58.299700, 15.017448 | 10047801960001 | Ladda upp en bild av detta fornminne |
| Rinna 197:1   | Hällristning |              | Hogstad, Östergötland |       | 58.301471, 15.018265 | 10047801970001 | Ladda upp en bild av detta fornminne |
| Rinna 216:1   | Stensättning |              | Hogstad, Östergötland |       | 58.305248, 15.014513 | 10047802160001 | Ladda upp en bild av detta fornminne |
| Rinna 216:5   | Stensättning |              | Hogstad, Östergötland |       | 58.304853, 15.013420 | 10047802160005 | Ladda upp en bild av detta fornminne |
| Rinna 216:6   | Stensättning |              | Hogstad, Östergötland |       | 58.305476, 15.013730 | 10047802160006 | Ladda upp en bild av detta fornminne |

## Högby
| Namn                           | Lämningstyp                 | Tillkomsttid | Historisk indelning | Plats | Läge                 | ID-nr          | Bild                                      |
| ------------------------------ | --------------------------- | ------------ | ------------------- | ----- | -------------------- | -------------- | ----------------------------------------- |
| Högby 1:1                      | Gravfält                    |              | Högby, Östergötland |       | 58.349853, 15.163208 | 10044000010001 | Ladda upp en bild av detta fornminne      |
| Högby 2:1                      | Grav övrig                  |              | Högby, Östergötland |       | 58.349246, 15.161838 | 10044000020001 | Ladda upp en bild av detta fornminne      |
| Högby 9:1                      | Stenkrets                   |              | Högby, Östergötland |       | 58.367842, 15.103776 | 10044000090001 | Ladda upp en bild av detta fornminne      |
| Högby gamla kyrka (Högby 10:1) | Begravningsplats            |              | Högby, Östergötland |       | 58.360512, 15.099748 | 10044000100001 | Ladda upp en bild av detta fornminne      |
| Högbystenen (Högby 10:2)       | Runristning                 |              | Högby, Östergötland |       | 58.360486, 15.099733 | 10044000100002 | Ladda upp en till bild av detta fornminne |
| Ög 87 (Högby 11:1)             | Runristning                 |              | Högby, Östergötland |       | 58.360248, 15.102612 | 10044000110001 | Ladda upp en till bild av detta fornminne |
| Ög 83 (Högby 11:2)             | Runristning                 |              | Högby, Östergötland |       | 58.360196, 15.102788 | 10044000110002 | Ladda upp en till bild av detta fornminne |
| Ög 82 (Högby 11:3)             | Runristning                 |              | Högby, Östergötland |       | 58.360162, 15.102923 | 10044000110003 | Ladda upp en till bild av detta fornminne |
| Högby 13:1                     | Runristning                 |              | Högby, Östergötland |       | 58.356747, 15.104072 | 10044000130001 | Ladda upp en bild av detta fornminne      |
| Ög 88 (Högby 15:1)             | Runristning                 |              | Högby, Östergötland |       | 58.349554, 15.063763 | 10044000150001 | Ladda upp en till bild av detta fornminne |
| Högby 17:1                     | Hällristning                |              | Högby, Östergötland |       | 58.337912, 15.091966 | 10044000170001 | Ladda upp en bild av detta fornminne      |
| Högby 17:2                     | Hällristning                |              | Högby, Östergötland |       | 58.337961, 15.092017 | 10044000170002 | Ladda upp en bild av detta fornminne      |
| Högby 17:3                     | Hällristning                |              | Högby, Östergötland |       | 58.337939, 15.092130 | 10044000170003 | Ladda upp en bild av detta fornminne      |
| Högby 18:1                     | Hällristning                |              | Högby, Östergötland |       | 58.337163, 15.087116 | 10044000180001 | Ladda upp en bild av detta fornminne      |
| Högby 18:2                     | Hällristning                |              | Högby, Östergötland |       | 58.337173, 15.086986 | 10044000180002 | Ladda upp en bild av detta fornminne      |
| Högby 19:1                     | Gravfält                    |              | Högby, Östergötland |       | 58.334200, 15.076250 | 10044000190001 | Ladda upp en bild av detta fornminne      |
| Högby 21:1                     | Begravningsplats            |              | Högby, Östergötland |       | 58.333816, 15.083338 | 10044000210001 | Ladda upp en bild av detta fornminne      |
| Högby 22:1                     | Runristning                 |              | Högby, Östergötland |       | 58.333557, 15.084419 | 10044000220001 | Ladda upp en bild av detta fornminne      |
| Högby 26:1                     | Stensättning                |              | Högby, Östergötland |       | 58.328013, 15.063524 | 10044000260001 | Ladda upp en bild av detta fornminne      |
| Högby 28:1                     | Stensättning                |              | Högby, Östergötland |       | 58.330143, 15.064986 | 10044000280001 | Ladda upp en bild av detta fornminne      |
| Högby 28:2                     | Stensättning                |              | Högby, Östergötland |       | 58.330036, 15.064955 | 10044000280002 | Ladda upp en bild av detta fornminne      |
| Högby 28:3                     | Grav markerad av sten/block |              | Högby, Östergötland |       | 58.330071, 15.065081 | 10044000280003 | Ladda upp en bild av detta fornminne      |
| Högby 29:1                     | Stensättning                |              | Högby, Östergötland |       | 58.329181, 15.065716 | 10044000290001 | Ladda upp en bild av detta fornminne      |
| Högby 29:2                     | Stensättning                |              | Högby, Östergötland |       | 58.329096, 15.065637 | 10044000290002 | Ladda upp en bild av detta fornminne      |
| Högby 29:3                     | Stensättning                |              | Högby, Östergötland |       | 58.329014, 15.065559 | 10044000290003 | Ladda upp en bild av detta fornminne      |
| Högby 30:1                     | Stensättning                |              | Högby, Östergötland |       | 58.328760, 15.065876 | 10044000300001 | Ladda upp en bild av detta fornminne      |
| Högby 34:1                     | Stensättning                |              | Högby, Östergötland |       | 58.304043, 15.069203 | 10044000340001 | Ladda upp en bild av detta fornminne      |
| Högby 48:1                     | Hällristning                |              | Högby, Östergötland |       | 58.333495, 15.086297 | 10044000480001 | Ladda upp en bild av detta fornminne      |
| Högby 48:2                     | Hällristning                |              | Högby, Östergötland |       | 58.333512, 15.086406 | 10044000480002 | Ladda upp en bild av detta fornminne      |
| Högby 48:3                     | Hällristning                |              | Högby, Östergötland |       | 58.333440, 15.086289 | 10044000480003 | Ladda upp en bild av detta fornminne      |
| Högby 50:1                     | Hällristning                |              | Högby, Östergötland |       | 58.332851, 15.075937 | 10044000500001 | Ladda upp en bild av detta fornminne      |
| Högby 52:1                     | Hällristning                |              | Högby, Östergötland |       | 58.345196, 15.073696 | 10044000520001 | Ladda upp en bild av detta fornminne      |
| Högby 52:2                     | Hällristning                |              | Högby, Östergötland |       | 58.345141, 15.073744 | 10044000520002 | Ladda upp en bild av detta fornminne      |
| Högby 52:3                     | Hällristning                |              | Högby, Östergötland |       | 58.345213, 15.073624 | 10044000520003 | Ladda upp en bild av detta fornminne      |
| Högby 55:1                     | Hällristning                |              | Högby, Östergötland |       | 58.333455, 15.084057 | 10044000550001 | Ladda upp en bild av detta fornminne      |
| Högby 56:1                     | Hällristning                |              | Högby, Östergötland |       | 58.333666, 15.084337 | 10044000560001 | Ladda upp en bild av detta fornminne      |
| Högby 56:2                     | Hällristning                |              | Högby, Östergötland |       | 58.333726, 15.084320 | 10044000560002 | Ladda upp en bild av detta fornminne      |
| Högby 56:3                     | Hällristning                |              | Högby, Östergötland |       | 58.333656, 15.084211 | 10044000560003 | Ladda upp en bild av detta fornminne      |
| Högby 58:1                     | Grav markerad av sten/block |              | Högby, Östergötland |       | 58.351284, 15.106943 | 10044000580001 | Ladda upp en bild av detta fornminne      |
| Högby 59:1                     | Stensättning                |              | Högby, Östergötland |       | 58.348951, 15.159580 | 10044000590001 | Ladda upp en bild av detta fornminne      |
| Högby 60:1                     | Gravfält                    |              | Högby, Östergötland |       | 58.348613, 15.158754 | 10044000600001 | Ladda upp en bild av detta fornminne      |
| Högby 61:1                     | Grav markerad av sten/block |              | Högby, Östergötland |       | 58.349940, 15.162159 | 10044000610001 | Ladda upp en bild av detta fornminne      |
| Högby 61:2                     | Grav markerad av sten/block |              | Högby, Östergötland |       | 58.349872, 15.162262 | 10044000610002 | Ladda upp en bild av detta fornminne      |
| Högby 61:3                     | Grav markerad av sten/block |              | Högby, Östergötland |       | 58.349976, 15.162641 | 10044000610003 | Ladda upp en bild av detta fornminne      |
| Högby 87:1                     | Gravfält                    |              | Högby, Östergötland |       | 58.363564, 15.111921 | 10044000870001 | Ladda upp en bild av detta fornminne      |
| Mjölby 40:1                    | Gravfält                    |              | Högby, Östergötland |       | 58.309904, 15.094564 | 10046500400001 | Ladda upp en bild av detta fornminne      |

## Järstad
| Namn                 | Lämningstyp  | Tillkomsttid | Historisk indelning   | Plats | Läge                 | ID-nr          | Bild                                      |
| -------------------- | ------------ | ------------ | --------------------- | ----- | -------------------- | -------------- | ----------------------------------------- |
| Borgen (Järstad 1:1) | Borg         |              | Järstad, Östergötland |       | 58.411970, 15.202990 | 10044200010001 | Ladda upp en bild av detta fornminne      |
| Ög 91 (Järstad 2:1)  | Runristning  |              | Järstad, Östergötland |       | 58.391499, 15.166922 | 10044200020001 | Ladda upp en till bild av detta fornminne |
| Järstad 5:1          | Hög          |              | Järstad, Östergötland |       | 58.381841, 15.150642 | 10044200050001 | Ladda upp en bild av detta fornminne      |
| Järstad 15:1         | Hällristning |              | Järstad, Östergötland |       | 58.382269, 15.147056 | 10044200150001 | Ladda upp en bild av detta fornminne      |

## Kumla
| Namn                   | Lämningstyp                 | Tillkomsttid | Historisk indelning | Plats | Läge                 | ID-nr          | Bild                                      |
| ---------------------- | --------------------------- | ------------ | ------------------- | ----- | -------------------- | -------------- | ----------------------------------------- |
| Kumla 2:1              | Hög                         |              | Kumla, Östergötland |       | 58.329916, 14.907337 | 10045200020001 | Ladda upp en bild av detta fornminne      |
| Kumla 3:1              | Runristning                 |              | Kumla, Östergötland |       | 58.331452, 14.904130 | 10045200030001 | Ladda upp en bild av detta fornminne      |
| Kumla 3:2              | Runristning                 |              | Kumla, Östergötland |       | 58.331430, 14.903947 | 10045200030002 | Ladda upp en bild av detta fornminne      |
| Kumla 3:3              | Grav markerad av sten/block |              | Kumla, Östergötland |       | 58.331410, 14.903797 | 10045200030003 | Ladda upp en bild av detta fornminne      |
| Brudkullen (Kumla 5:1) | Hög                         |              | Kumla, Östergötland |       | 58.331594, 14.892891 | 10045200050001 | Ladda upp en bild av detta fornminne      |
| Kumla 6:1              | Hällristning                |              | Kumla, Östergötland |       | 58.334757, 14.890220 | 10045200060001 | Ladda upp en bild av detta fornminne      |
| Kumla 7:1              | Grav markerad av sten/block |              | Kumla, Östergötland |       | 58.327208, 14.867172 | 10045200070001 | Ladda upp en bild av detta fornminne      |
| Kumla 7:2              | Grav markerad av sten/block |              | Kumla, Östergötland |       | 58.327247, 14.867331 | 10045200070002 | Ladda upp en till bild av detta fornminne |
| Åsby kulle (Kumla 8:1) | Hög                         |              | Kumla, Östergötland |       | 58.326705, 14.866466 | 10045200080001 | Ladda upp en till bild av detta fornminne |
| Kumla 12:1             | Hög                         |              | Kumla, Östergötland |       | 58.322157, 14.880178 | 10045200120001 | Ladda upp en bild av detta fornminne      |
| Kumla 13:1             | Hällristning                |              | Kumla, Östergötland |       | 58.327467, 14.897622 | 10045200130001 | Ladda upp en bild av detta fornminne      |
| Kumla 15:1             | Hällristning                |              | Kumla, Östergötland |       | 58.329895, 14.899857 | 10045200150001 | Ladda upp en bild av detta fornminne      |
| Kumla 16:1             | Hällristning                |              | Kumla, Östergötland |       | 58.329551, 14.901051 | 10045200160001 | Ladda upp en bild av detta fornminne      |
| Kumla 19:1             | Hällristning                |              | Kumla, Östergötland |       | 58.327286, 14.884269 | 10045200190001 | Ladda upp en bild av detta fornminne      |
| Kumla 19:2             | Hällristning                |              | Kumla, Östergötland |       | 58.327315, 14.884339 | 10045200190002 | Ladda upp en bild av detta fornminne      |
| Kumla 19:3             | Hällristning                |              | Kumla, Östergötland |       | 58.327358, 14.884371 | 10045200190003 | Ladda upp en bild av detta fornminne      |
| Kumla 26:1             | Hällristning                |              | Kumla, Östergötland |       | 58.334906, 14.899403 | 10045200260001 | Ladda upp en bild av detta fornminne      |
| Kumla 26:2             | Hällristning                |              | Kumla, Östergötland |       | 58.335010, 14.899423 | 10045200260002 | Ladda upp en bild av detta fornminne      |
| Kumla 26:3             | Hällristning                |              | Kumla, Östergötland |       | 58.334962, 14.899554 | 10045200260003 | Ladda upp en bild av detta fornminne      |
| Kumla 30:1             | Hällristning                |              | Kumla, Östergötland |       | 58.325774, 14.891619 | 10045200300001 | Ladda upp en bild av detta fornminne      |
| Kumla 31:1             | Hällristning                |              | Kumla, Östergötland |       | 58.327100, 14.885587 | 10045200310001 | Ladda upp en bild av detta fornminne      |
| Kumla 32:1             | Hällristning                |              | Kumla, Östergötland |       | 58.328626, 14.895071 | 10045200320001 | Ladda upp en bild av detta fornminne      |
| Kumla 33:1             | Hällristning                |              | Kumla, Östergötland |       | 58.336013, 14.903254 | 10045200330001 | Ladda upp en bild av detta fornminne      |
| Kumla 33:2             | Hällristning                |              | Kumla, Östergötland |       | 58.335954, 14.903287 | 10045200330002 | Ladda upp en bild av detta fornminne      |
| Kumla 34:1             | Hällristning                |              | Kumla, Östergötland |       | 58.332734, 14.898776 | 10045200340001 | Ladda upp en bild av detta fornminne      |

## Mjölby
| Namn                              | Lämningstyp                 | Tillkomsttid | Historisk indelning  | Plats | Läge                 | ID-nr          | Bild                                      |
| --------------------------------- | --------------------------- | ------------ | -------------------- | ----- | -------------------- | -------------- | ----------------------------------------- |
| Murberget (Mjölby 1:1)            | Fornborg                    |              | Mjölby, Östergötland |       | 58.289149, 15.172136 | 10046500010001 | Ladda upp en bild av detta fornminne      |
| Mjölby 3:1                        | Röse                        |              | Mjölby, Östergötland |       | 58.290075, 15.196964 | 10046500030001 | Ladda upp en bild av detta fornminne      |
| Mjölby 4:1                        | Stensättning                |              | Mjölby, Östergötland |       | 58.290055, 15.198012 | 10046500040001 | Ladda upp en bild av detta fornminne      |
| Mjölby 5:1                        | Hällristning                |              | Mjölby, Östergötland |       | 58.298472, 15.170001 | 10046500050001 | Ladda upp en bild av detta fornminne      |
| Mjölby 5:2                        | Hällristning                |              | Mjölby, Östergötland |       | 58.298472, 15.170001 | 10046500050002 | Ladda upp en bild av detta fornminne      |
| Mjölby 5:3                        | Hällristning                |              | Mjölby, Östergötland |       | 58.298472, 15.170001 | 10046500050003 | Ladda upp en bild av detta fornminne      |
| Mjölby 5:4                        | Hällristning                |              | Mjölby, Östergötland |       | 58.298472, 15.170001 | 10046500050004 | Ladda upp en bild av detta fornminne      |
| Mjölby 5:5                        | Hällristning                |              | Mjölby, Östergötland |       | 58.298472, 15.170001 | 10046500050005 | Ladda upp en bild av detta fornminne      |
| Mjölby 6:1                        | Gravfält                    |              | Mjölby, Östergötland |       | 58.315419, 15.150264 | 10046500060001 | Ladda upp en bild av detta fornminne      |
| Mjölby 6:2                        | Stenkrets                   |              | Mjölby, Östergötland |       | 58.315706, 15.149180 | 10046500060002 | Ladda upp en bild av detta fornminne      |
| Mjölby 6:3                        | Grav markerad av sten/block |              | Mjölby, Östergötland |       | 58.315790, 15.149265 | 10046500060003 | Ladda upp en bild av detta fornminne      |
| Mjölby 7:1                        | Grav markerad av sten/block |              | Mjölby, Östergötland |       | 58.315117, 15.146606 | 10046500070001 | Ladda upp en bild av detta fornminne      |
| Mjölby 7:2                        | Grav markerad av sten/block |              | Mjölby, Östergötland |       | 58.315055, 15.146399 | 10046500070002 | Ladda upp en bild av detta fornminne      |
| Mjölby 8:2                        | Grav markerad av sten/block |              | Mjölby, Östergötland |       | 58.314206, 15.147315 | 10046500080002 | Ladda upp en bild av detta fornminne      |
| Mjölby 8:3                        | Grav markerad av sten/block |              | Mjölby, Östergötland |       | 58.314052, 15.147477 | 10046500080003 | Ladda upp en bild av detta fornminne      |
| Mjölby 9:1                        | Gravfält                    |              | Mjölby, Östergötland |       | 58.313811, 15.146901 | 10046500090001 | Ladda upp en bild av detta fornminne      |
| Mjölby 10:1                       | Grav markerad av sten/block |              | Mjölby, Östergötland |       | 58.313663, 15.147717 | 10046500100001 | Ladda upp en bild av detta fornminne      |
| Mjölby 10:2                       | Hög                         |              | Mjölby, Östergötland |       | 58.313715, 15.147539 | 10046500100002 | Ladda upp en bild av detta fornminne      |
| Mjölby 12:1                       | Stenkammargrav              |              | Mjölby, Östergötland |       | 58.304925, 15.146446 | 10046500120001 | Ladda upp en bild av detta fornminne      |
| Mjölby 13:1                       | Hög                         |              | Mjölby, Östergötland |       | 58.304564, 15.148073 | 10046500130001 | Ladda upp en bild av detta fornminne      |
| Mjölby 17:1                       | Stensättning                |              | Mjölby, Östergötland |       | 58.291638, 15.131425 | 10046500170001 | Ladda upp en bild av detta fornminne      |
| Mjölby 19:1                       | Stensättning                |              | Mjölby, Östergötland |       | 58.292161, 15.130858 | 10046500190001 | Ladda upp en bild av detta fornminne      |
| Mjölby 19:2                       | Stensättning                |              | Mjölby, Östergötland |       | 58.292541, 15.130772 | 10046500190002 | Ladda upp en bild av detta fornminne      |
| Mjölby 19:3                       | Stensättning                |              | Mjölby, Östergötland |       | 58.292826, 15.130774 | 10046500190003 | Ladda upp en bild av detta fornminne      |
| Mjölby 19:4                       | Stensättning                |              | Mjölby, Östergötland |       | 58.292756, 15.130729 | 10046500190004 | Ladda upp en bild av detta fornminne      |
| Mjölby 20:1                       | Stensättning                |              | Mjölby, Östergötland |       | 58.290600, 15.120703 | 10046500200001 | Ladda upp en bild av detta fornminne      |
| Mjölby 20:2                       | Stensättning                |              | Mjölby, Östergötland |       | 58.290635, 15.120497 | 10046500200002 | Ladda upp en bild av detta fornminne      |
| Mjölby 21:1                       | Hällristning                |              | Mjölby, Östergötland |       | 58.299056, 15.160142 | 10046500210001 | Ladda upp en bild av detta fornminne      |
| Mjölby 21:2                       | Hällristning                |              | Mjölby, Östergötland |       | 58.299126, 15.160133 | 10046500210002 | Ladda upp en bild av detta fornminne      |
| Mjölby 23:1                       | Stensättning                |              | Mjölby, Östergötland |       | 58.274932, 15.124513 | 10046500230001 | Ladda upp en bild av detta fornminne      |
| Mjölby 24:1                       | Stensättning                |              | Mjölby, Östergötland |       | 58.273850, 15.124809 | 10046500240001 | Ladda upp en bild av detta fornminne      |
| Mjölby 24:2                       | Stensättning                |              | Mjölby, Östergötland |       | 58.273854, 15.125330 | 10046500240002 | Ladda upp en bild av detta fornminne      |
| Mjölby 28:1                       | Stensättning                |              | Mjölby, Östergötland |       | 58.341145, 15.194715 | 10046500280001 | Ladda upp en bild av detta fornminne      |
| Mjölby 28:2                       | Stensättning                |              | Mjölby, Östergötland |       | 58.340857, 15.194486 | 10046500280002 | Ladda upp en bild av detta fornminne      |
| Mjölby 29:1                       | Gravfält                    |              | Mjölby, Östergötland |       | 58.335829, 15.203125 | 10046500290001 | Ladda upp en bild av detta fornminne      |
| Mjölby 30:1                       | Gravfält                    |              | Mjölby, Östergötland |       | 58.334825, 15.205818 | 10046500300001 | Ladda upp en bild av detta fornminne      |
| Mjölby 31:1                       | Stensättning                |              | Mjölby, Östergötland |       | 58.328924, 15.184025 | 10046500310001 | Ladda upp en bild av detta fornminne      |
| Mjölby 31:2                       | Stensättning                |              | Mjölby, Östergötland |       | 58.329030, 15.184027 | 10046500310002 | Ladda upp en bild av detta fornminne      |
| Mjölby 32:1                       | Stensättning                |              | Mjölby, Östergötland |       | 58.328117, 15.184637 | 10046500320001 | Ladda upp en bild av detta fornminne      |
| Mjölby 32:2                       | Stensättning                |              | Mjölby, Östergötland |       | 58.328212, 15.185073 | 10046500320002 | Ladda upp en bild av detta fornminne      |
| Mjölby 32:3                       | Stensättning                |              | Mjölby, Östergötland |       | 58.328204, 15.184796 | 10046500320003 | Ladda upp en bild av detta fornminne      |
| Mjölby 34:1                       | Grav markerad av sten/block |              | Mjölby, Östergötland |       | 58.335198, 15.136290 | 10046500340001 | Ladda upp en bild av detta fornminne      |
| Mjölby 34:2                       | Grav markerad av sten/block |              | Mjölby, Östergötland |       | 58.335277, 15.136177 | 10046500340002 | Ladda upp en bild av detta fornminne      |
| Mjölby 34:3                       | Grav markerad av sten/block |              | Mjölby, Östergötland |       | 58.335190, 15.136109 | 10046500340003 | Ladda upp en bild av detta fornminne      |
| Mjölby 38:1                       | Grav markerad av sten/block |              | Mjölby, Östergötland |       | 58.313326, 15.096239 | 10046500380001 | Ladda upp en bild av detta fornminne      |
| Mjölby 39:1                       | Grav markerad av sten/block |              | Mjölby, Östergötland |       | 58.311285, 15.093512 | 10046500390001 | Ladda upp en bild av detta fornminne      |
| Mjölby 39:2                       | Grav markerad av sten/block |              | Mjölby, Östergötland |       | 58.311237, 15.093573 | 10046500390002 | Ladda upp en bild av detta fornminne      |
| Mjölby 39:3                       | Grav markerad av sten/block |              | Mjölby, Östergötland |       | 58.311242, 15.093403 | 10046500390003 | Ladda upp en bild av detta fornminne      |
| Mjölby 41:1                       | Gravfält                    |              | Mjölby, Östergötland |       | 58.311426, 15.097665 | 10046500410001 | Ladda upp en bild av detta fornminne      |
| Mjölby 43:1                       | Kyrka/kapell                |              | Mjölby, Östergötland |       | 58.311904, 15.114375 | 10046500430001 | Ladda upp en bild av detta fornminne      |
| Ög 197 (Mjölby 43:2)              | Runristning                 |              | Mjölby, Östergötland |       | 58.311895, 15.114335 | 10046500430002 | Ladda upp en till bild av detta fornminne |
| Mjölby 44:1                       | Gravfält                    |              | Mjölby, Östergötland |       | 58.312579, 15.113716 | 10046500440001 | Ladda upp en bild av detta fornminne      |
| Mjölby 46:1                       | Stensättning                |              | Mjölby, Östergötland |       | 58.302226, 15.106819 | 10046500460001 | Ladda upp en bild av detta fornminne      |
| Mjölby 49:1                       | Gravfält                    |              | Mjölby, Östergötland |       | 58.293980, 15.097276 | 10046500490001 | Ladda upp en bild av detta fornminne      |
| Mjölby 58:1                       | Gravfält                    |              | Mjölby, Östergötland |       | 58.312578, 15.116821 | 10046500580001 | Ladda upp en bild av detta fornminne      |
| Mjölby 61:1                       | Stensättning                |              | Mjölby, Östergötland |       | 58.320630, 15.145138 | 10046500610001 | Ladda upp en bild av detta fornminne      |
| Mjölby 68:1                       | Stensättning                |              | Mjölby, Östergötland |       | 58.333947, 15.201659 | 10046500680001 | Ladda upp en bild av detta fornminne      |
| Mjölby 74:1                       | Hällristning                |              | Mjölby, Östergötland |       | 58.314373, 15.141031 | 10046500740001 | Ladda upp en bild av detta fornminne      |
| Mjölby 77:1                       | Stenkrets                   |              | Mjölby, Östergötland |       | 58.321456, 15.147168 | 10046500770001 | Ladda upp en bild av detta fornminne      |
| Mjölby 79:1                       | Hällristning                |              | Mjölby, Östergötland |       | 58.322786, 15.113007 | 10046500790001 | Ladda upp en bild av detta fornminne      |
| Mjölby 80:1                       | Hällristning                |              | Mjölby, Östergötland |       | 58.324297, 15.116183 | 10046500800001 | Ladda upp en bild av detta fornminne      |
| Mjölby 80:2                       | Hällristning                |              | Mjölby, Östergötland |       | 58.324357, 15.116148 | 10046500800002 | Ladda upp en bild av detta fornminne      |
| Mjölby 80:3                       | Hällristning                |              | Mjölby, Östergötland |       | 58.324412, 15.116124 | 10046500800003 | Ladda upp en bild av detta fornminne      |
| Mjölby 89:1                       | Hällristning                |              | Mjölby, Östergötland |       | 58.348120, 15.164565 | 10046500890001 | Ladda upp en bild av detta fornminne      |
| Mjölby 91:1                       | Stensättning                |              | Mjölby, Östergötland |       | 58.311870, 15.100653 | 10046500910001 | Ladda upp en bild av detta fornminne      |
| Mjölby 110:1                      | Stensättning                |              | Mjölby, Östergötland |       | 58.296935, 15.099036 | 10046501100001 | Ladda upp en bild av detta fornminne      |
| Mjölby 110:2                      | Stensättning                |              | Mjölby, Östergötland |       | 58.296777, 15.099298 | 10046501100002 | Ladda upp en bild av detta fornminne      |
| Mjölby 132:1                      | Stensättning                |              | Mjölby, Östergötland |       | 58.306505, 15.139356 | 10046501320001 | Ladda upp en bild av detta fornminne      |
| Mjölby 135:1                      | Stensättning                |              | Mjölby, Östergötland |       | 58.303807, 15.141190 | 10046501350001 | Ladda upp en bild av detta fornminne      |
| Mjölby 144:1                      | Stensättning                |              | Mjölby, Östergötland |       | 58.297151, 15.148125 | 10046501440001 | Ladda upp en bild av detta fornminne      |
| Mjölby 144:2                      | Stensättning                |              | Mjölby, Östergötland |       | 58.297270, 15.148044 | 10046501440002 | Ladda upp en bild av detta fornminne      |
| Mjölby 145:1                      | Gravfält                    |              | Mjölby, Östergötland |       | 58.297458, 15.136429 | 10046501450001 | Ladda upp en bild av detta fornminne      |
| Mjölby 147:1                      | Stensättning                |              | Mjölby, Östergötland |       | 58.297513, 15.137081 | 10046501470001 | Ladda upp en bild av detta fornminne      |
| Mjölby 147:2                      | Stensättning                |              | Mjölby, Östergötland |       | 58.297423, 15.137241 | 10046501470002 | Ladda upp en bild av detta fornminne      |
| Mjölby 148:1                      | Stensättning                |              | Mjölby, Östergötland |       | 58.297501, 15.133842 | 10046501480001 | Ladda upp en bild av detta fornminne      |
| Mjölby 153:1                      | Hällristning                |              | Mjölby, Östergötland |       | 58.305485, 15.152721 | 10046501530001 | Ladda upp en bild av detta fornminne      |
| Mjölby 154:1                      | Hällristning                |              | Mjölby, Östergötland |       | 58.305786, 15.153388 | 10046501540001 | Ladda upp en bild av detta fornminne      |
| Mjölby 165:1                      | Stensättning                |              | Mjölby, Östergötland |       | 58.301995, 15.181922 | 10046501650001 | Ladda upp en bild av detta fornminne      |
| Mjölby 167:1                      | Hällristning                |              | Mjölby, Östergötland |       | 58.296220, 15.174045 | 10046501670001 | Ladda upp en bild av detta fornminne      |
| Mjölby 171:1                      | Stensättning                |              | Mjölby, Östergötland |       | 58.281567, 15.190742 | 10046501710001 | Ladda upp en bild av detta fornminne      |
| Mjölby 173:1                      | Fornborg                    |              | Mjölby, Östergötland |       | 58.303100, 15.158188 | 10046501730001 | Ladda upp en bild av detta fornminne      |
| Mjölby 174:1                      | Hällristning                |              | Mjölby, Östergötland |       | 58.302891, 15.165120 | 10046501740001 | Ladda upp en bild av detta fornminne      |
| Mjölby 177:1                      | Hällristning                |              | Mjölby, Östergötland |       | 58.293458, 15.176913 | 10046501770001 | Ladda upp en bild av detta fornminne      |
| Mjölby 180:1                      | Hällristning                |              | Mjölby, Östergötland |       | 58.290953, 15.179128 | 10046501800001 | Ladda upp en bild av detta fornminne      |
| Mjölby 181:1                      | Hällristning                |              | Mjölby, Östergötland |       | 58.291552, 15.177407 | 10046501810001 | Ladda upp en bild av detta fornminne      |
| Mjölby 182:1                      | Hällristning                |              | Mjölby, Östergötland |       | 58.294205, 15.170580 | 10046501820001 | Ladda upp en bild av detta fornminne      |
| Mjölby 182:2                      | Hällristning                |              | Mjölby, Östergötland |       | 58.294220, 15.170723 | 10046501820002 | Ladda upp en bild av detta fornminne      |
| Mjölby 183:1                      | Hällristning                |              | Mjölby, Östergötland |       | 58.283792, 15.181594 | 10046501830001 | Ladda upp en bild av detta fornminne      |
| Mjölby 186:1                      | Gravfält                    |              | Mjölby, Östergötland |       | 58.254230, 15.187721 | 10046501860001 | Ladda upp en bild av detta fornminne      |
| Mjölby 190:1                      | Hällristning                |              | Mjölby, Östergötland |       | 58.333492, 15.098535 | 10046501900001 | Ladda upp en bild av detta fornminne      |
| Mjölby 190:2                      | Hällristning                |              | Mjölby, Östergötland |       | 58.333544, 15.098633 | 10046501900002 | Ladda upp en bild av detta fornminne      |
| Mjölby 191:1                      | Hällristning                |              | Mjölby, Östergötland |       | 58.334751, 15.110331 | 10046501910001 | Ladda upp en bild av detta fornminne      |
| Mjölby 201:1                      | Fornborg                    |              | Mjölby, Östergötland |       | 58.264529, 15.160243 | 10046502010001 | Ladda upp en bild av detta fornminne      |
| Björkbacken (Mjölby 212:1)        | Lägenhetsbebyggelse         |              | Mjölby, Östergötland |       | 58.284188, 15.166456 | 10046502120001 | Ladda upp en bild av detta fornminne      |
| Mjölby 214:1                      | Stensättning                |              | Mjölby, Östergötland |       | 58.332092, 15.126917 | 10046502140001 | Ladda upp en bild av detta fornminne      |
| Mjölby 214:2                      | Stensättning                |              | Mjölby, Östergötland |       | 58.332243, 15.126891 | 10046502140002 | Ladda upp en bild av detta fornminne      |
| Mjölby 214:3                      | Gravfält                    |              | Mjölby, Östergötland |       | 58.332455, 15.126767 | 10046502140003 | Ladda upp en bild av detta fornminne      |
| Mjölby 219:1                      | Hällristning                |              | Mjölby, Östergötland |       | 58.294242, 15.115511 | 10046502190001 | Ladda upp en bild av detta fornminne      |
| Mjölby 228:1                      | Gravfält                    |              | Mjölby, Östergötland |       | 58.322361, 15.095620 | 10046502280001 | Ladda upp en bild av detta fornminne      |
| Mjölby 229:1                      | Hällristning                |              | Mjölby, Östergötland |       | 58.327877, 15.102632 | 10046502290001 | Ladda upp en bild av detta fornminne      |
| Mjölby 229:2                      | Hällristning                |              | Mjölby, Östergötland |       | 58.327852, 15.102635 | 10046502290002 | Ladda upp en bild av detta fornminne      |
| Mjölby 229:3                      | Hällristning                |              | Mjölby, Östergötland |       | 58.327933, 15.102685 | 10046502290003 | Ladda upp en bild av detta fornminne      |
| Mjölby 229:4                      | Hällristning                |              | Mjölby, Östergötland |       | 58.327852, 15.102687 | 10046502290004 | Ladda upp en bild av detta fornminne      |
| Mjölby 229:5                      | Hällristning                |              | Mjölby, Östergötland |       | 58.327765, 15.102717 | 10046502290005 | Ladda upp en bild av detta fornminne      |
| Kungshögarna (i S) (Mjölby 231:1) | Gravfält                    |              | Mjölby, Östergötland |       | 58.326319, 15.110478 | 10046502310001 | Ladda upp en bild av detta fornminne      |
| Mjölby 234:1                      | Hällristning                |              | Mjölby, Östergötland |       | 58.328685, 15.100871 | 10046502340001 | Ladda upp en bild av detta fornminne      |
| Mjölby 235:1                      | Hällristning                |              | Mjölby, Östergötland |       | 58.328428, 15.097436 | 10046502350001 | Ladda upp en bild av detta fornminne      |
| Mjölby 236:1                      | Hällristning                |              | Mjölby, Östergötland |       | 58.329677, 15.099442 | 10046502360001 | Ladda upp en bild av detta fornminne      |
| Mjölby 236:2                      | Hällristning                |              | Mjölby, Östergötland |       | 58.329689, 15.099548 | 10046502360002 | Ladda upp en bild av detta fornminne      |
| Mjölby 237:1                      | Hällristning                |              | Mjölby, Östergötland |       | 58.341180, 15.095760 | 10046502370001 | Ladda upp en bild av detta fornminne      |
| Mjölby 255:1                      | Stensättning                |              | Mjölby, Östergötland |       | 58.281239, 15.100037 | 10046502550001 | Ladda upp en bild av detta fornminne      |

## Normlösa
| Namn                             | Lämningstyp                 | Tillkomsttid | Historisk indelning    | Plats | Läge                 | ID-nr          | Bild                                      |
| -------------------------------- | --------------------------- | ------------ | ---------------------- | ----- | -------------------- | -------------- | ----------------------------------------- |
| Normlösa 1:1                     | Stensättning                |              | Normlösa, Östergötland |       | 58.394968, 15.247727 | 10046800010001 | Ladda upp en bild av detta fornminne      |
| Normlösa 2:1                     | Stensättning                |              | Normlösa, Östergötland |       | 58.403912, 15.253464 | 10046800020001 | Ladda upp en bild av detta fornminne      |
| Normlösa 3:1                     | Stensättning                |              | Normlösa, Östergötland |       | 58.396316, 15.237330 | 10046800030001 | Ladda upp en bild av detta fornminne      |
| Normlösa 4:1                     | Stensättning                |              | Normlösa, Östergötland |       | 58.391963, 15.231220 | 10046800040001 | Ladda upp en bild av detta fornminne      |
| Normlösa 5:1                     | Hög                         |              | Normlösa, Östergötland |       | 58.395742, 15.232255 | 10046800050001 | Ladda upp en bild av detta fornminne      |
| Normlösa 5:2                     | Hög                         |              | Normlösa, Östergötland |       | 58.395862, 15.232270 | 10046800050002 | Ladda upp en bild av detta fornminne      |
| Normlösa 5:3                     | Stensättning                |              | Normlösa, Östergötland |       | 58.396104, 15.232498 | 10046800050003 | Ladda upp en bild av detta fornminne      |
| Normlösa 6:1                     | Gravfält                    |              | Normlösa, Östergötland |       | 58.427837, 15.256480 | 10046800060001 | Ladda upp en bild av detta fornminne      |
| Ög 198 (Normlösa 8:1)            | Runristning                 |              | Normlösa, Östergötland |       | 58.416168, 15.228190 | 10046800080001 | Ladda upp en till bild av detta fornminne |
| Ög ATA4666/43 (Normlösa 8:2)     | Runristning                 |              | Normlösa, Östergötland |       | 58.416168, 15.228190 | 10046800080002 | Ladda upp en till bild av detta fornminne |
| Normlösa 11:1                    | Gravfält                    |              | Normlösa, Östergötland |       | 58.432533, 15.231259 | 10046800110001 | Ladda upp en bild av detta fornminne      |
| Normlösa 12:1                    | Stensättning                |              | Normlösa, Östergötland |       | 58.429762, 15.227751 | 10046800120001 | Ladda upp en bild av detta fornminne      |
| Braskens källare (Normlösa 14:1) | Husgrund, historisk tid     |              | Normlösa, Östergötland |       | 58.418259, 15.225995 | 10046800140001 | Ladda upp en bild av detta fornminne      |
| Normlösa 15:1                    | Stensättning                |              | Normlösa, Östergötland |       | 58.418160, 15.226126 | 10046800150001 | Ladda upp en bild av detta fornminne      |
| Normlösa 15:2                    | Stensättning                |              | Normlösa, Östergötland |       | 58.418073, 15.225831 | 10046800150002 | Ladda upp en bild av detta fornminne      |
| Normlösa 17:1                    | Stensättning                |              | Normlösa, Östergötland |       | 58.400021, 15.246225 | 10046800170001 | Ladda upp en bild av detta fornminne      |
| Normlösa 17:2                    | Stensättning                |              | Normlösa, Östergötland |       | 58.400315, 15.246170 | 10046800170002 | Ladda upp en bild av detta fornminne      |
| Normlösa 18:1                    | Gravfält                    |              | Normlösa, Östergötland |       | 58.404398, 15.245440 | 10046800180001 | Ladda upp en bild av detta fornminne      |
| Normlösa 20:1                    | Stensättning                |              | Normlösa, Östergötland |       | 58.404235, 15.241737 | 10046800200001 | Ladda upp en bild av detta fornminne      |
| Normlösa 21:1                    | Grav markerad av sten/block |              | Normlösa, Östergötland |       | 58.432568, 15.250235 | 10046800210001 | Ladda upp en bild av detta fornminne      |
| Normlösa 22:1                    | Gravfält                    |              | Normlösa, Östergötland |       | 58.436702, 15.251834 | 10046800220001 | Ladda upp en bild av detta fornminne      |
| Normlösa 23:1                    | Stensättning                |              | Normlösa, Östergötland |       | 58.435617, 15.251553 | 10046800230001 | Ladda upp en bild av detta fornminne      |
| Normlösa 23:2                    | Stensättning                |              | Normlösa, Östergötland |       | 58.435430, 15.251368 | 10046800230002 | Ladda upp en bild av detta fornminne      |
| Normlösa 23:3                    | Stensättning                |              | Normlösa, Östergötland |       | 58.435364, 15.251559 | 10046800230003 | Ladda upp en bild av detta fornminne      |
| Normlösa 42:1                    | Hällristning                |              | Normlösa, Östergötland |       | 58.396486, 15.231992 | 10046800420001 | Ladda upp en bild av detta fornminne      |
| Normlösa 42:2                    | Hällristning                |              | Normlösa, Östergötland |       | 58.396391, 15.232134 | 10046800420002 | Ladda upp en bild av detta fornminne      |
| Normlösa 42:3                    | Hällristning                |              | Normlösa, Östergötland |       | 58.396389, 15.232733 | 10046800420003 | Ladda upp en bild av detta fornminne      |
| Normlösa 43:1                    | Hällristning                |              | Normlösa, Östergötland |       | 58.396009, 15.232996 | 10046800430001 | Ladda upp en bild av detta fornminne      |
| Normlösa 44:1                    | Hällristning                |              | Normlösa, Östergötland |       | 58.395913, 15.233908 | 10046800440001 | Ladda upp en bild av detta fornminne      |
| Normlösa 44:2                    | Hällristning                |              | Normlösa, Östergötland |       | 58.396023, 15.234019 | 10046800440002 | Ladda upp en bild av detta fornminne      |
| Normlösa 45:1                    | Hällristning                |              | Normlösa, Östergötland |       | 58.396206, 15.234228 | 10046800450001 | Ladda upp en bild av detta fornminne      |
| Normlösa 45:2                    | Hällristning                |              | Normlösa, Östergötland |       | 58.396374, 15.234099 | 10046800450002 | Ladda upp en bild av detta fornminne      |
| Normlösa 45:3                    | Hällristning                |              | Normlösa, Östergötland |       | 58.396301, 15.233884 | 10046800450003 | Ladda upp en bild av detta fornminne      |
| Normlösa 46:1                    | Hällristning                |              | Normlösa, Östergötland |       | 58.395913, 15.236409 | 10046800460001 | Ladda upp en bild av detta fornminne      |
| Normlösa 47:1                    | Stensättning                |              | Normlösa, Östergötland |       | 58.396253, 15.235079 | 10046800470001 | Ladda upp en bild av detta fornminne      |
| Normlösa 47:2                    | Stensättning                |              | Normlösa, Östergötland |       | 58.396287, 15.235465 | 10046800470002 | Ladda upp en bild av detta fornminne      |
| Normlösa 48:1                    | Hällristning                |              | Normlösa, Östergötland |       | 58.395911, 15.235448 | 10046800480001 | Ladda upp en bild av detta fornminne      |
| Normlösa 48:2                    | Hällristning                |              | Normlösa, Östergötland |       | 58.395941, 15.235270 | 10046800480002 | Ladda upp en bild av detta fornminne      |

## Skeppsås
| Namn          | Lämningstyp                 | Tillkomsttid | Historisk indelning    | Plats | Läge                 | ID-nr          | Bild                                 |
| ------------- | --------------------------- | ------------ | ---------------------- | ----- | -------------------- | -------------- | ------------------------------------ |
| Skeppsås 1:1  | Gravfält                    |              | Skeppsås, Östergötland |       | 58.455109, 15.234540 | 10049100010001 | Ladda upp en bild av detta fornminne |
| Skeppsås 2:1  | Stensättning                |              | Skeppsås, Östergötland |       | 58.456404, 15.235466 | 10049100020001 | Ladda upp en bild av detta fornminne |
| Skeppsås 2:2  | Stensättning                |              | Skeppsås, Östergötland |       | 58.456274, 15.235628 | 10049100020002 | Ladda upp en bild av detta fornminne |
| Skeppsås 3:1  | Gravfält                    |              | Skeppsås, Östergötland |       | 58.455098, 15.236897 | 10049100030001 | Ladda upp en bild av detta fornminne |
| Skeppsås 4:1  | Gravfält                    |              | Skeppsås, Östergötland |       | 58.455852, 15.237912 | 10049100040001 | Ladda upp en bild av detta fornminne |
| Skeppsås 5:1  | Gravfält                    |              | Skeppsås, Östergötland |       | 58.455678, 15.243207 | 10049100050001 | Ladda upp en bild av detta fornminne |
| Skeppsås 6:1  | Grav markerad av sten/block |              | Skeppsås, Östergötland |       | 58.454701, 15.237885 | 10049100060001 | Ladda upp en bild av detta fornminne |
| Skeppsås 6:2  | Stensättning                |              | Skeppsås, Östergötland |       | 58.454610, 15.237682 | 10049100060002 | Ladda upp en bild av detta fornminne |
| Skeppsås 16:1 | Stenkammargrav              |              | Skeppsås, Östergötland |       | 58.447963, 15.231671 | 10049100160001 | Ladda upp en bild av detta fornminne |
| Skeppsås 22:1 | Stensättning                |              | Skeppsås, Östergötland |       | 58.443204, 15.227217 | 10049100220001 | Ladda upp en bild av detta fornminne |
| Skeppsås 22:2 | Stensättning                |              | Skeppsås, Östergötland |       | 58.443144, 15.227008 | 10049100220002 | Ladda upp en bild av detta fornminne |
| Skeppsås 28:1 | Stensättning                |              | Skeppsås, Östergötland |       | 58.435061, 15.231746 | 10049100280001 | Ladda upp en bild av detta fornminne |
| Skeppsås 29:1 | Stensättning                |              | Skeppsås, Östergötland |       | 58.438590, 15.222857 | 10049100290001 | Ladda upp en bild av detta fornminne |
| Skeppsås 30:1 | Hög                         |              | Skeppsås, Östergötland |       | 58.453741, 15.189747 | 10049100300001 | Ladda upp en bild av detta fornminne |
| Skeppsås 31:1 | Stensättning                |              | Skeppsås, Östergötland |       | 58.454557, 15.188434 | 10049100310001 | Ladda upp en bild av detta fornminne |
| Skeppsås 33:1 | Stensättning                |              | Skeppsås, Östergötland |       | 58.456567, 15.189427 | 10049100330001 | Ladda upp en bild av detta fornminne |
| Skeppsås 52:1 | Stensättning                |              | Skeppsås, Östergötland |       | 58.455975, 15.241394 | 10049100520001 | Ladda upp en bild av detta fornminne |
| Skeppsås 52:2 | Stensättning                |              | Skeppsås, Östergötland |       | 58.456007, 15.241736 | 10049100520002 | Ladda upp en bild av detta fornminne |
| Skeppsås 52:3 | Stensättning                |              | Skeppsås, Östergötland |       | 58.455964, 15.241953 | 10049100520003 | Ladda upp en bild av detta fornminne |
| Skeppsås 52:4 | Stensättning                |              | Skeppsås, Östergötland |       | 58.455925, 15.242157 | 10049100520004 | Ladda upp en bild av detta fornminne |
| Skeppsås 53:1 | Stensättning                |              | Skeppsås, Östergötland |       | 58.454931, 15.233009 | 10049100530001 | Ladda upp en bild av detta fornminne |
| Skeppsås 53:2 | Stensättning                |              | Skeppsås, Östergötland |       | 58.454836, 15.232529 | 10049100530002 | Ladda upp en bild av detta fornminne |
| Skeppsås 53:3 | Stensättning                |              | Skeppsås, Östergötland |       | 58.454701, 15.233374 | 10049100530003 | Ladda upp en bild av detta fornminne |
| Fornåsa 1:1   | Stensättning                |              | Skeppsås, Östergötland |       | 58.464103, 15.222416 | 10041900010001 | Ladda upp en bild av detta fornminne |
| Fornåsa 1:2   | Grav markerad av sten/block |              | Skeppsås, Östergötland |       | 58.464035, 15.222642 | 10041900010002 | Ladda upp en bild av detta fornminne |
| Fornåsa 4:1   | Stensättning                |              | Skeppsås, Östergötland |       | 58.465590, 15.237316 | 10041900040001 | Ladda upp en bild av detta fornminne |

## Skänninge
| Namn                                    | Lämningstyp                 | Tillkomsttid | Historisk indelning     | Plats        | Läge                 | ID-nr          | Bild                                      |
| --------------------------------------- | --------------------------- | ------------ | ----------------------- | ------------ | -------------------- | -------------- | ----------------------------------------- |
| S:t Ingrids klosterruin (Skänninge 1:1) | Kloster                     |              | Skänninge, Östergötland |              | 58.398506, 15.082908 | 10049300010001 | Ladda upp en till bild av detta fornminne |
| Ög 62 (Skänninge 1:2)                   | Runristning                 |              | Skänninge, Östergötland |              | 58.398726, 15.082586 | 10049300010002 | Ladda upp en till bild av detta fornminne |
| Spetalen (Skänninge 2:1)                | Kyrka/kapell                |              | Skänninge, Östergötland |              | 58.400686, 15.099175 | 10049300020001 | Ladda upp en bild av detta fornminne      |
| Ög 166 (Skänninge 2:2)                  | Runristning                 |              | Skänninge, Östergötland |              | 58.400719, 15.098897 | 10049300020002 | Ladda upp en till bild av detta fornminne |
| Ög N272 (Skänninge 2:3)                 | Runristning                 |              | Skänninge, Östergötland |              | 58.400733, 15.098887 | 10049300020003 | Ladda upp en till bild av detta fornminne |
| Skänninge 2:4                           | Runristning                 |              | Skänninge, Östergötland |              | 58.400661, 15.098935 | 10049300020004 | Ladda upp en bild av detta fornminne      |
| Ög 165 (Skänninge 3:1)                  | Runristning                 |              | Skänninge, Östergötland | Vårfrukyrkan | 58.395103, 15.086905 | 10049300030001 | Ladda upp en till bild av detta fornminne |
| Allhelgonakyrkan (Skänninge 11:1)       | Kyrka/kapell                |              | Skänninge, Östergötland |              | 58.396253, 15.085536 | 10049300110001 | Ladda upp en till bild av detta fornminne |
| Skänninge 14:2                          | Runristning                 |              | Skänninge, Östergötland |              | 58.395273, 15.086600 | 10049300140002 | Ladda upp en bild av detta fornminne      |
| Skänninge 14:3                          | Runristning                 |              | Skänninge, Östergötland |              | 58.395273, 15.086600 | 10049300140003 | Ladda upp en bild av detta fornminne      |
| Skänninge 14:4                          | Runristning                 |              | Skänninge, Östergötland |              | 58.395273, 15.086600 | 10049300140004 | Ladda upp en bild av detta fornminne      |
| Skänninge 14:5                          | Runristning                 |              | Skänninge, Östergötland |              | 58.395273, 15.086600 | 10049300140005 | Ladda upp en bild av detta fornminne      |
| Skänninge 19:1                          | Begravningsplats            |              | Skänninge, Östergötland |              | 58.396432, 15.081857 | 10049300190001 | Ladda upp en bild av detta fornminne      |
| Skänninge 20:1                          | Kloster                     |              | Skänninge, Östergötland |              | 58.396533, 15.089698 | 10049300200001 | Ladda upp en bild av detta fornminne      |
| Skänninge 26:1                          | Begravningsplats            |              | Skänninge, Östergötland |              | 58.394837, 15.086634 | 10049300260001 | Ladda upp en bild av detta fornminne      |
| Allhelgona 23:1                         | Grav markerad av sten/block |              | Skänninge, Östergötland |              | 58.392782, 15.078805 | 10039800230001 | Ladda upp en till bild av detta fornminne |
| Allhelgona 23:2                         | Grav markerad av sten/block |              | Skänninge, Östergötland |              | 58.392837, 15.078933 | 10039800230002 | Ladda upp en bild av detta fornminne      |

## Sya
| Namn             | Lämningstyp  | Tillkomsttid | Historisk indelning | Plats | Läge                 | ID-nr          | Bild                                      |
| ---------------- | ------------ | ------------ | ------------------- | ----- | -------------------- | -------------- | ----------------------------------------- |
| Ög 200 (Sya 1:1) | Runristning  |              | Sya, Östergötland   |       | 58.335965, 15.227151 | 10050500010001 | Ladda upp en till bild av detta fornminne |
| Ög 199 (Sya 2:1) | Runristning  |              | Sya, Östergötland   |       | 58.334731, 15.226089 | 10050500020001 | Ladda upp en till bild av detta fornminne |
| Sya 4:1          | Gravfält     |              | Sya, Östergötland   |       | 58.336465, 15.244316 | 10050500040001 | Ladda upp en bild av detta fornminne      |
| Sya 5:1          | Gravfält     |              | Sya, Östergötland   |       | 58.334546, 15.245642 | 10050500050001 | Ladda upp en bild av detta fornminne      |
| Sya 6:1          | Stensättning |              | Sya, Östergötland   |       | 58.334202, 15.246978 | 10050500060001 | Ladda upp en bild av detta fornminne      |
| Sya 6:2          | Stensättning |              | Sya, Östergötland   |       | 58.334057, 15.247107 | 10050500060002 | Ladda upp en bild av detta fornminne      |
| Sya 7:1          | Gravfält     |              | Sya, Östergötland   |       | 58.334006, 15.245773 | 10050500070001 | Ladda upp en bild av detta fornminne      |
| Sya 8:1          | Stensättning |              | Sya, Östergötland   |       | 58.333471, 15.244877 | 10050500080001 | Ladda upp en bild av detta fornminne      |
| Sya 8:2          | Stensättning |              | Sya, Östergötland   |       | 58.333544, 15.244974 | 10050500080002 | Ladda upp en bild av detta fornminne      |
| Sya 9:1          | Hög          |              | Sya, Östergötland   |       | 58.333286, 15.248116 | 10050500090001 | Ladda upp en bild av detta fornminne      |
| Sya 9:2          | Hög          |              | Sya, Östergötland   |       | 58.333167, 15.248289 | 10050500090002 | Ladda upp en bild av detta fornminne      |
| Sya 9:3          | Stensättning |              | Sya, Östergötland   |       | 58.333050, 15.248227 | 10050500090003 | Ladda upp en bild av detta fornminne      |
| Sya 9:4          | Stensättning |              | Sya, Östergötland   |       | 58.332753, 15.248233 | 10050500090004 | Ladda upp en bild av detta fornminne      |
| Sya 10:1         | Stensättning |              | Sya, Östergötland   |       | 58.328030, 15.261889 | 10050500100001 | Ladda upp en bild av detta fornminne      |
| Sya 11:1         | Stensättning |              | Sya, Östergötland   |       | 58.327163, 15.232659 | 10050500110001 | Ladda upp en bild av detta fornminne      |
| Sya 12:1         | Stensättning |              | Sya, Östergötland   |       | 58.326309, 15.231046 | 10050500120001 | Ladda upp en bild av detta fornminne      |
| Sya 14:1         | Gravfält     |              | Sya, Östergötland   |       | 58.321607, 15.228285 | 10050500140001 | Ladda upp en bild av detta fornminne      |
| Sya 15:1         | Stensättning |              | Sya, Östergötland   |       | 58.325310, 15.228437 | 10050500150001 | Ladda upp en bild av detta fornminne      |
| Sya 15:2         | Stensättning |              | Sya, Östergötland   |       | 58.325359, 15.228163 | 10050500150002 | Ladda upp en bild av detta fornminne      |
| Sya 16:1         | Hög          |              | Sya, Östergötland   |       | 58.333124, 15.235970 | 10050500160001 | Ladda upp en bild av detta fornminne      |
| Sya 16:2         | Stensättning |              | Sya, Östergötland   |       | 58.333114, 15.235786 | 10050500160002 | Ladda upp en bild av detta fornminne      |
| Sya 17:1         | Hög          |              | Sya, Östergötland   |       | 58.331883, 15.239432 | 10050500170001 | Ladda upp en bild av detta fornminne      |
| Sya 18:1         | Stensättning |              | Sya, Östergötland   |       | 58.323236, 15.268370 | 10050500180001 | Ladda upp en bild av detta fornminne      |
| Sya 19:1         | Stensättning |              | Sya, Östergötland   |       | 58.328927, 15.275820 | 10050500190001 | Ladda upp en bild av detta fornminne      |
| Sya 20:1         | Stensättning |              | Sya, Östergötland   |       | 58.329244, 15.274081 | 10050500200001 | Ladda upp en bild av detta fornminne      |
| Sya 21:1         | Stensättning |              | Sya, Östergötland   |       | 58.328198, 15.273846 | 10050500210001 | Ladda upp en bild av detta fornminne      |
| Sya 21:2         | Stensättning |              | Sya, Östergötland   |       | 58.328101, 15.273609 | 10050500210002 | Ladda upp en bild av detta fornminne      |
| Sya 22:1         | Stensättning |              | Sya, Östergötland   |       | 58.336298, 15.248329 | 10050500220001 | Ladda upp en bild av detta fornminne      |
| Sya 27:1         | Stensättning |              | Sya, Östergötland   |       | 58.320934, 15.227865 | 10050500270001 | Ladda upp en bild av detta fornminne      |
| Sya 27:2         | Stensättning |              | Sya, Östergötland   |       | 58.320836, 15.227932 | 10050500270002 | Ladda upp en bild av detta fornminne      |
| Sya 35:1         | Stensättning |              | Sya, Östergötland   |       | 58.329122, 15.233498 | 10050500350001 | Ladda upp en bild av detta fornminne      |
| Sya 42:1         | Stensättning |              | Sya, Östergötland   |       | 58.332302, 15.214280 | 10050500420001 | Ladda upp en bild av detta fornminne      |
| Sya 48:1         | Stensättning |              | Sya, Östergötland   |       | 58.325480, 15.264674 | 10050500480001 | Ladda upp en bild av detta fornminne      |
| Sya 50:1         | Hällristning |              | Sya, Östergötland   |       | 58.327543, 15.216905 | 10050500500001 | Ladda upp en bild av detta fornminne      |
| Sya 64:1         | Stensättning |              | Sya, Östergötland   |       | 58.329542, 15.250323 | 10050500640001 | Ladda upp en bild av detta fornminne      |
| Sya 66:1         | Hög          |              | Sya, Östergötland   |       | 58.333908, 15.234655 | 10050500660001 | Ladda upp en bild av detta fornminne      |
| Sya 68:1         | Stensättning |              | Sya, Östergötland   |       | 58.336035, 15.246451 | 10050500680001 | Ladda upp en bild av detta fornminne      |

## Vallerstad
| Namn                          | Lämningstyp  | Tillkomsttid | Historisk indelning      | Plats | Läge                 | ID-nr          | Bild                                      |
| ----------------------------- | ------------ | ------------ | ------------------------ | ----- | -------------------- | -------------- | ----------------------------------------- |
| Lunds backe (Vallerstad 11:1) | Gravfält     |              | Vallerstad, Östergötland |       | 58.435496, 15.152610 | 10051900110001 | Ladda upp en till bild av detta fornminne |
| Vallerstad 12:1               | Stensättning |              | Vallerstad, Östergötland |       | 58.433744, 15.153977 | 10051900120001 | Ladda upp en bild av detta fornminne      |
| Vallerstad 13:1               | Gravfält     |              | Vallerstad, Östergötland |       | 58.433115, 15.154059 | 10051900130001 | Ladda upp en bild av detta fornminne      |
| Vallerstad 14:1               | Gravfält     |              | Vallerstad, Östergötland |       | 58.432513, 15.154946 | 10051900140001 | Ladda upp en bild av detta fornminne      |
| Vallerstad 22:1               | Stensättning |              | Vallerstad, Östergötland |       | 58.429933, 15.123558 | 10051900220001 | Ladda upp en bild av detta fornminne      |
| Vallerstad 26:1               | Gravfält     |              | Vallerstad, Östergötland |       | 58.437744, 15.178546 | 10051900260001 | Ladda upp en bild av detta fornminne      |
| Vallerstad 31:1               | Stensättning |              | Vallerstad, Östergötland |       | 58.457639, 15.162790 | 10051900310001 | Ladda upp en bild av detta fornminne      |

## Veta
| Namn               | Lämningstyp                 | Tillkomsttid | Historisk indelning | Plats | Läge                 | ID-nr          | Bild                                      |
| ------------------ | --------------------------- | ------------ | ------------------- | ----- | -------------------- | -------------- | ----------------------------------------- |
| Veta 1:1           | Stensättning                |              | Veta, Östergötland  |       | 58.361172, 15.255422 | 10052100010001 | Ladda upp en bild av detta fornminne      |
| Veta 1:2           | Stensättning                |              | Veta, Östergötland  |       | 58.361347, 15.255016 | 10052100010002 | Ladda upp en bild av detta fornminne      |
| Veta 9:1           | Stensättning                |              | Veta, Östergötland  |       | 58.373519, 15.255357 | 10052100090001 | Ladda upp en bild av detta fornminne      |
| Ög 203 (Veta 10:1) | Runristning                 |              | Veta, Östergötland  |       | 58.355630, 15.258693 | 10052100100001 | Ladda upp en till bild av detta fornminne |
| Ög 202 (Veta 10:2) | Runristning                 |              | Veta, Östergötland  |       | 58.355634, 15.258737 | 10052100100002 | Ladda upp en till bild av detta fornminne |
| Veta 11:1          | Stensättning                |              | Veta, Östergötland  |       | 58.385903, 15.249665 | 10052100110001 | Ladda upp en bild av detta fornminne      |
| Veta 12:1          | Stensättning                |              | Veta, Östergötland  |       | 58.385190, 15.249623 | 10052100120001 | Ladda upp en bild av detta fornminne      |
| Veta 12:2          | Stensättning                |              | Veta, Östergötland  |       | 58.385311, 15.249539 | 10052100120002 | Ladda upp en bild av detta fornminne      |
| Veta 12:3          | Stensättning                |              | Veta, Östergötland  |       | 58.385056, 15.249602 | 10052100120003 | Ladda upp en bild av detta fornminne      |
| Ög 201 (Veta 13:1) | Runristning                 |              | Veta, Östergötland  |       | 58.355425, 15.258537 | 10052100130001 | Ladda upp en till bild av detta fornminne |
| Veta 14:1          | Grav markerad av sten/block |              | Veta, Östergötland  |       | 58.354740, 15.243186 | 10052100140001 | Ladda upp en bild av detta fornminne      |
| Veta 15:2          | Stensättning                |              | Veta, Östergötland  |       | 58.380091, 15.231750 | 10052100150002 | Ladda upp en bild av detta fornminne      |
| Veta 16:1          | Gravfält                    |              | Veta, Östergötland  |       | 58.377768, 15.250228 | 10052100160001 | Ladda upp en bild av detta fornminne      |
| Veta 17:1          | Stensättning                |              | Veta, Östergötland  |       | 58.376950, 15.250382 | 10052100170001 | Ladda upp en bild av detta fornminne      |
| Veta 17:2          | Stensättning                |              | Veta, Östergötland  |       | 58.377065, 15.250383 | 10052100170002 | Ladda upp en bild av detta fornminne      |
| Veta 18:1          | Gravfält                    |              | Veta, Östergötland  |       | 58.375496, 15.250694 | 10052100180001 | Ladda upp en bild av detta fornminne      |
| Veta 19:1          | Gravfält                    |              | Veta, Östergötland  |       | 58.373089, 15.251028 | 10052100190001 | Ladda upp en bild av detta fornminne      |
| Veta 21:1          | Gravfält                    |              | Veta, Östergötland  |       | 58.352881, 15.242240 | 10052100210001 | Ladda upp en bild av detta fornminne      |
| Veta 22:1          | Gravfält                    |              | Veta, Östergötland  |       | 58.353536, 15.243115 | 10052100220001 | Ladda upp en bild av detta fornminne      |
| Veta 25:1          | Hällristning                |              | Veta, Östergötland  |       | 58.367940, 15.255243 | 10052100250001 | Ladda upp en bild av detta fornminne      |
| Veta 27:1          | Gravfält                    |              | Veta, Östergötland  |       | 58.369501, 15.247521 | 10052100270001 | Ladda upp en bild av detta fornminne      |
| Veta 28:1          | Gravfält                    |              | Veta, Östergötland  |       | 58.370340, 15.248370 | 10052100280001 | Ladda upp en bild av detta fornminne      |
| Veta 28:2          | Stensättning                |              | Veta, Östergötland  |       | 58.370004, 15.248397 | 10052100280002 | Ladda upp en bild av detta fornminne      |
| Veta 34:1          | Hällristning                |              | Veta, Östergötland  |       | 58.375255, 15.273876 | 10052100340001 | Ladda upp en bild av detta fornminne      |
| Veta 34:2          | Hällristning                |              | Veta, Östergötland  |       | 58.375240, 15.273931 | 10052100340002 | Ladda upp en bild av detta fornminne      |
| Veta 34:3          | Hällristning                |              | Veta, Östergötland  |       | 58.375253, 15.273951 | 10052100340003 | Ladda upp en bild av detta fornminne      |
| Veta 34:4          | Hällristning                |              | Veta, Östergötland  |       | 58.375241, 15.274013 | 10052100340004 | Ladda upp en bild av detta fornminne      |
| Veta 35:1          | Hällristning                |              | Veta, Östergötland  |       | 58.374158, 15.274397 | 10052100350001 | Ladda upp en bild av detta fornminne      |
| Veta 35:3          | Hällristning                |              | Veta, Östergötland  |       | 58.374158, 15.274397 | 10052100350003 | Ladda upp en bild av detta fornminne      |
| Veta 36:1          | Hällristning                |              | Veta, Östergötland  |       | 58.371838, 15.264008 | 10052100360001 | Ladda upp en bild av detta fornminne      |
| Veta 38:1          | Stensättning                |              | Veta, Östergötland  |       | 58.336095, 15.259424 | 10052100380001 | Ladda upp en bild av detta fornminne      |
| Veta 39:1          | Hällristning                |              | Veta, Östergötland  |       | 58.344797, 15.224303 | 10052100390001 | Ladda upp en bild av detta fornminne      |
| Veta 39:2          | Hällristning                |              | Veta, Östergötland  |       | 58.344734, 15.224216 | 10052100390002 | Ladda upp en bild av detta fornminne      |
| Veta 40:1          | Hällristning                |              | Veta, Östergötland  |       | 58.347562, 15.215542 | 10052100400001 | Ladda upp en bild av detta fornminne      |
| Viby 14:1          | Stensättning                |              | Veta, Östergötland  |       | 58.382759, 15.306738 | 10052200140001 | Ladda upp en bild av detta fornminne      |

## Viby
| Namn                     | Lämningstyp  | Tillkomsttid | Historisk indelning | Plats | Läge                 | ID-nr          | Bild                                      |
| ------------------------ | ------------ | ------------ | ------------------- | ----- | -------------------- | -------------- | ----------------------------------------- |
| Viby 9:1                 | Hög          |              | Viby, Östergötland  |       | 58.373614, 15.303656 | 10052200090001 | Ladda upp en bild av detta fornminne      |
| Viby 10:1                | Gravfält     |              | Viby, Östergötland  |       | 58.374645, 15.307603 | 10052200100001 | Ladda upp en bild av detta fornminne      |
| Viby 11:1                | Gravfält     |              | Viby, Östergötland  |       | 58.376503, 15.304850 | 10052200110001 | Ladda upp en bild av detta fornminne      |
| Viby 12:1                | Gravfält     |              | Viby, Östergötland  |       | 58.375147, 15.312244 | 10052200120001 | Ladda upp en bild av detta fornminne      |
| Viby 13:1                | Stensättning |              | Viby, Östergötland  |       | 58.377440, 15.311011 | 10052200130001 | Ladda upp en bild av detta fornminne      |
| Viby 13:2                | Stensättning |              | Viby, Östergötland  |       | 58.377440, 15.310799 | 10052200130002 | Ladda upp en bild av detta fornminne      |
| Viby 15:1                | Gravfält     |              | Viby, Östergötland  |       | 58.384310, 15.311145 | 10052200150001 | Ladda upp en bild av detta fornminne      |
| Viby 19:1                | Stensättning |              | Viby, Östergötland  |       | 58.386711, 15.259667 | 10052200190001 | Ladda upp en bild av detta fornminne      |
| Viby 19:2                | Stensättning |              | Viby, Östergötland  |       | 58.386857, 15.259750 | 10052200190002 | Ladda upp en bild av detta fornminne      |
| Viby 19:3                | Stensättning |              | Viby, Östergötland  |       | 58.386826, 15.259483 | 10052200190003 | Ladda upp en bild av detta fornminne      |
| Viby 20:1                | Stensättning |              | Viby, Östergötland  |       | 58.387500, 15.259752 | 10052200200001 | Ladda upp en bild av detta fornminne      |
| Viby 21:1                | Stensättning |              | Viby, Östergötland  |       | 58.385242, 15.251490 | 10052200210001 | Ladda upp en bild av detta fornminne      |
| Ög 211 (Viby 22:1)       | Runristning  |              | Viby, Östergötland  |       | 58.381565, 15.269691 | 10052200220001 | Ladda upp en till bild av detta fornminne |
| Ög Fv1965;54 (Viby 24:1) | Runristning  |              | Viby, Östergötland  |       | 58.368221, 15.311264 | 10052200240001 | Ladda upp en till bild av detta fornminne |
| Ög 244 (Viby 24:2)       | Runristning  |              | Viby, Östergötland  |       | 58.368423, 15.310879 | 10052200240002 | Ladda upp en till bild av detta fornminne |
| Ög 204 (Viby 24:3)       | Runristning  |              | Viby, Östergötland  |       | 58.368489, 15.311878 | 10052200240003 | Ladda upp en till bild av detta fornminne |
| Ög 205-206 (Viby 24:4)   | Runristning  |              | Viby, Östergötland  |       | 58.368536, 15.311856 | 10052200240004 | Ladda upp en till bild av detta fornminne |
| Viby 25:1                | Gravfält     |              | Viby, Östergötland  |       | 58.366893, 15.290419 | 10052200250001 | Ladda upp en bild av detta fornminne      |
| Viby 30:1                | Stensättning |              | Viby, Östergötland  |       | 58.377509, 15.275782 | 10052200300001 | Ladda upp en bild av detta fornminne      |
| Viby 30:2                | Stensättning |              | Viby, Östergötland  |       | 58.377365, 15.275757 | 10052200300002 | Ladda upp en bild av detta fornminne      |
| Viby 33:1                | Stensättning |              | Viby, Östergötland  |       | 58.364079, 15.285020 | 10052200330001 | Ladda upp en bild av detta fornminne      |
| Viby 40:1                | Stensättning |              | Viby, Östergötland  |       | 58.384114, 15.309696 | 10052200400001 | Ladda upp en bild av detta fornminne      |
| Viby 41:1                | Stensättning |              | Viby, Östergötland  |       | 58.384409, 15.308884 | 10052200410001 | Ladda upp en bild av detta fornminne      |
| Viby 47:1                | Stensättning |              | Viby, Östergötland  |       | 58.371995, 15.289008 | 10052200470001 | Ladda upp en bild av detta fornminne      |
| Viby 51:1                | Stensättning |              | Viby, Östergötland  |       | 58.387812, 15.251749 | 10052200510001 | Ladda upp en bild av detta fornminne      |

## Väderstad
Se Lista över fornlämningar i Mjölby kommun (Väderstad)

## Västra Harg
| Namn                              | Lämningstyp         | Tillkomsttid | Historisk indelning       | Plats | Läge                 | ID-nr          | Bild                                 |
| --------------------------------- | ------------------- | ------------ | ------------------------- | ----- | -------------------- | -------------- | ------------------------------------ |
| Skansberget (Västra Harg 23:1)    | Fornborg            |              | Västra Harg, Östergötland |       | 58.273557, 15.291577 | 10053400230001 | Ladda upp en bild av detta fornminne |
| Finnberget (Västra Harg 27:1)     | Fornborg            |              | Västra Harg, Östergötland |       | 58.294589, 15.218742 | 10053400270001 | Ladda upp en bild av detta fornminne |
| Garpe slott (Västra Harg 28:1)    | Borg                |              | Västra Harg, Östergötland |       | 58.270380, 15.283097 | 10053400280001 | Ladda upp en bild av detta fornminne |
| Fridensborg (Västra Harg 35:1)    | Lägenhetsbebyggelse |              | Västra Harg, Östergötland |       | 58.148476, 15.286181 | 10053400350001 | Ladda upp en bild av detta fornminne |
| Västra Harg 82:1                  | Gravfält            |              | Västra Harg, Östergötland |       | 58.277535, 15.224030 | 10053400820001 | Ladda upp en bild av detta fornminne |
| Västra Harg 104:1                 | Röse                |              | Västra Harg, Östergötland |       | 58.246196, 15.234499 | 10053401040001 | Ladda upp en bild av detta fornminne |
| Västra Harg 104:2                 | Stensättning        |              | Västra Harg, Östergötland |       | 58.246082, 15.234607 | 10053401040002 | Ladda upp en bild av detta fornminne |
| Västra Harg 109:1                 | Stensättning        |              | Västra Harg, Östergötland |       | 58.257752, 15.242297 | 10053401090001 | Ladda upp en bild av detta fornminne |
| Västra Harg 119:1                 | Fornborg            |              | Västra Harg, Östergötland |       | 58.237638, 15.295815 | 10053401190001 | Ladda upp en bild av detta fornminne |
| Västra Harg 131:1                 | Stenkammargrav      |              | Västra Harg, Östergötland |       | 58.173945, 15.300861 | 10053401310001 | Ladda upp en bild av detta fornminne |
| Mannarör (Västra Harg 135:1)      | Röse                |              | Västra Harg, Östergötland |       | 58.198753, 15.323216 | 10053401350001 | Ladda upp en bild av detta fornminne |
| Gamla Stensberg (Västra Harg 177) | Lägenhetsbebyggelse |              | Västra Harg, Östergötland |       | 58.180375, 15.325809 | 12000000023575 | Ladda upp en bild av detta fornminne |
| Brånhult (Västra Harg 297)        | Lägenhetsbebyggelse |              | Västra Harg, Östergötland |       | 58.151373, 15.255547 | 12000000024125 | Ladda upp en bild av detta fornminne |
| Granladan (Västra Harg 318)       | Lägenhetsbebyggelse |              | Västra Harg, Östergötland |       | 58.145244, 15.251864 | 12000000024238 | Ladda upp en bild av detta fornminne |
| Målstugan (Västra Harg 326)       | Lägenhetsbebyggelse |              | Västra Harg, Östergötland |       | 58.204113, 15.320297 | 12000000024331 | Ladda upp en bild av detta fornminne |
| Isbäcken (Västra Harg 327)        | Lägenhetsbebyggelse |              | Västra Harg, Östergötland |       | 58.204076, 15.333658 | 12000000024332 | Ladda upp en bild av detta fornminne |
| Västra Harg 349                   | Lägenhetsbebyggelse |              | Västra Harg, Östergötland |       | 58.198450, 15.362427 | 12000000024469 | Ladda upp en bild av detta fornminne |
| Fridensborg (Västra Harg 361)     | Lägenhetsbebyggelse |              | Västra Harg, Östergötland |       | 58.148037, 15.285202 | 12000000024539 | Ladda upp en bild av detta fornminne |
| Stenstorp (Västra Harg 373)       | Lägenhetsbebyggelse |              | Västra Harg, Östergötland |       | 58.149832, 15.295023 | 12000000024559 | Ladda upp en bild av detta fornminne |
| Uddesbo (Västra Harg 392)         | Lägenhetsbebyggelse |              | Västra Harg, Östergötland |       | 58.188656, 15.368017 | 12000000024656 | Ladda upp en bild av detta fornminne |

## Östra Tollstad
| Namn                             | Lämningstyp                 | Tillkomsttid | Historisk indelning          | Plats | Läge                 | ID-nr          | Bild                                      |
| -------------------------------- | --------------------------- | ------------ | ---------------------------- | ----- | -------------------- | -------------- | ----------------------------------------- |
| Östra Tollstad 2:1               | Stensättning                |              | Östra Tollstad, Östergötland |       | 58.320590, 15.309312 | 10055700020001 | Ladda upp en bild av detta fornminne      |
| Jättekullen (Östra Tollstad 4:1) | Grav markerad av sten/block |              | Östra Tollstad, Östergötland |       | 58.319304, 15.313138 | 10055700040001 | Ladda upp en till bild av detta fornminne |
| Jättekullen (Östra Tollstad 4:2) | Grav markerad av sten/block |              | Östra Tollstad, Östergötland |       | 58.319348, 15.313213 | 10055700040002 | Ladda upp en bild av detta fornminne      |
| Jättekullen (Östra Tollstad 4:3) | Grav markerad av sten/block |              | Östra Tollstad, Östergötland |       | 58.319273, 15.313196 | 10055700040003 | Ladda upp en bild av detta fornminne      |
| Jättekullen (Östra Tollstad 4:4) | Grav markerad av sten/block |              | Östra Tollstad, Östergötland |       | 58.319282, 15.313035 | 10055700040004 | Ladda upp en bild av detta fornminne      |
| Jättekullen (Östra Tollstad 4:5) | Grav markerad av sten/block |              | Östra Tollstad, Östergötland |       | 58.319376, 15.313087 | 10055700040005 | Ladda upp en bild av detta fornminne      |
| Östra Tollstad 5:1               | Gravfält                    |              | Östra Tollstad, Östergötland |       | 58.327669, 15.334956 | 10055700050001 | Ladda upp en bild av detta fornminne      |
| Östra Tollstad 7:1               | Stensättning                |              | Östra Tollstad, Östergötland |       | 58.320823, 15.345347 | 10055700070001 | Ladda upp en bild av detta fornminne      |
| Östra Tollstad 8:1               | Stensättning                |              | Östra Tollstad, Östergötland |       | 58.320622, 15.343818 | 10055700080001 | Ladda upp en bild av detta fornminne      |
| Östra Tollstad 9:1               | Stensättning                |              | Östra Tollstad, Östergötland |       | 58.325757, 15.351083 | 10055700090001 | Ladda upp en bild av detta fornminne      |
| Östra Tollstad 9:3               | Stensättning                |              | Östra Tollstad, Östergötland |       | 58.325957, 15.351240 | 10055700090003 | Ladda upp en bild av detta fornminne      |
| Östra Tollstad 11:1              | Stensättning                |              | Östra Tollstad, Östergötland |       | 58.325262, 15.353052 | 10055700110001 | Ladda upp en bild av detta fornminne      |
| Östra Tollstad 13:1              | Stensättning                |              | Östra Tollstad, Östergötland |       | 58.322679, 15.353001 | 10055700130001 | Ladda upp en bild av detta fornminne      |
| Östra Tollstad 13:2              | Stensättning                |              | Östra Tollstad, Östergötland |       | 58.322674, 15.353425 | 10055700130002 | Ladda upp en bild av detta fornminne      |
| Östra Tollstad 14:1              | Stensättning                |              | Östra Tollstad, Östergötland |       | 58.324048, 15.352383 | 10055700140001 | Ladda upp en bild av detta fornminne      |
| Östra Tollstad 15:1              | Stensättning                |              | Östra Tollstad, Östergötland |       | 58.323651, 15.353907 | 10055700150001 | Ladda upp en bild av detta fornminne      |
| Östra Tollstad 19:1              | Stensättning                |              | Östra Tollstad, Östergötland |       | 58.295895, 15.310573 | 10055700190001 | Ladda upp en bild av detta fornminne      |
| Östra Tollstad 20:1              | Stensättning                |              | Östra Tollstad, Östergötland |       | 58.298240, 15.307939 | 10055700200001 | Ladda upp en bild av detta fornminne      |
| Östra Tollstad 21:1              | Stensättning                |              | Östra Tollstad, Östergötland |       | 58.297758, 15.309934 | 10055700210001 | Ladda upp en bild av detta fornminne      |
| Östra Tollstad 21:2              | Stensättning                |              | Östra Tollstad, Östergötland |       | 58.298011, 15.310192 | 10055700210002 | Ladda upp en bild av detta fornminne      |
| Östra Tollstad 22:1              | Stensättning                |              | Östra Tollstad, Östergötland |       | 58.297806, 15.311233 | 10055700220001 | Ladda upp en bild av detta fornminne      |
| Östra Tollstad 23:1              | Stensättning                |              | Östra Tollstad, Östergötland |       | 58.300053, 15.302868 | 10055700230001 | Ladda upp en bild av detta fornminne      |
| Östra Tollstad 23:2              | Stensättning                |              | Östra Tollstad, Östergötland |       | 58.300301, 15.302987 | 10055700230002 | Ladda upp en bild av detta fornminne      |
| Östra Tollstad 23:3              | Stensättning                |              | Östra Tollstad, Östergötland |       | 58.300254, 15.302803 | 10055700230003 | Ladda upp en bild av detta fornminne      |
| Östra Tollstad 23:4              | Stensättning                |              | Östra Tollstad, Östergötland |       | 58.300372, 15.302361 | 10055700230004 | Ladda upp en bild av detta fornminne      |
| Östra Tollstad 24:1              | Stensättning                |              | Östra Tollstad, Östergötland |       | 58.295310, 15.308523 | 10055700240001 | Ladda upp en bild av detta fornminne      |
| Östra Tollstad 25:1              | Minnesmärke                 |              | Östra Tollstad, Östergötland |       | 58.321421, 15.319176 | 10055700250001 | Ladda upp en bild av detta fornminne      |
| Östra Tollstad 27:1              | Stensättning                |              | Östra Tollstad, Östergötland |       | 58.320637, 15.350117 | 10055700270001 | Ladda upp en bild av detta fornminne      |
| Östra Tollstad 30:1              | Stensättning                |              | Östra Tollstad, Östergötland |       | 58.335385, 15.351783 | 10055700300001 | Ladda upp en bild av detta fornminne      |
| Östra Tollstad 30:2              | Stensättning                |              | Östra Tollstad, Östergötland |       | 58.335258, 15.351614 | 10055700300002 | Ladda upp en bild av detta fornminne      |
| Östra Tollstad 35:1              | Gravfält                    |              | Östra Tollstad, Östergötland |       | 58.327844, 15.336793 | 10055700350001 | Ladda upp en bild av detta fornminne      |
| Östra Tollstad 36:1              | Stensättning                |              | Östra Tollstad, Östergötland |       | 58.329564, 15.341812 | 10055700360001 | Ladda upp en bild av detta fornminne      |
| Östra Tollstad 36:2              | Stensättning                |              | Östra Tollstad, Östergötland |       | 58.329478, 15.342218 | 10055700360002 | Ladda upp en bild av detta fornminne      |
| Östra Tollstad 36:3              | Stensättning                |              | Östra Tollstad, Östergötland |       | 58.329379, 15.342307 | 10055700360003 | Ladda upp en bild av detta fornminne      |
| Östra Tollstad 36:4              | Stensättning                |              | Östra Tollstad, Östergötland |       | 58.329420, 15.342480 | 10055700360004 | Ladda upp en bild av detta fornminne      |
| Östra Tollstad 37:1              | Stensättning                |              | Östra Tollstad, Östergötland |       | 58.332366, 15.335128 | 10055700370001 | Ladda upp en bild av detta fornminne      |
| Östra Tollstad 39:1              | Stensättning                |              | Östra Tollstad, Östergötland |       | 58.334042, 15.330485 | 10055700390001 | Ladda upp en bild av detta fornminne      |
| Östra Tollstad 39:2              | Stensättning                |              | Östra Tollstad, Östergötland |       | 58.333771, 15.331034 | 10055700390002 | Ladda upp en bild av detta fornminne      |
| Östra Tollstad 39:3              | Stensättning                |              | Östra Tollstad, Östergötland |       | 58.334358, 15.330449 | 10055700390003 | Ladda upp en bild av detta fornminne      |
| Östra Tollstad 40:1              | Stensättning                |              | Östra Tollstad, Östergötland |       | 58.333454, 15.329219 | 10055700400001 | Ladda upp en bild av detta fornminne      |
| Östra Tollstad 40:2              | Stensättning                |              | Östra Tollstad, Östergötland |       | 58.333285, 15.329226 | 10055700400002 | Ladda upp en bild av detta fornminne      |
| Östra Tollstad 40:3              | Stensättning                |              | Östra Tollstad, Östergötland |       | 58.333622, 15.329841 | 10055700400003 | Ladda upp en bild av detta fornminne      |
| Östra Tollstad 41:1              | Stensättning                |              | Östra Tollstad, Östergötland |       | 58.332588, 15.330792 | 10055700410001 | Ladda upp en bild av detta fornminne      |
| Östra Tollstad 42:1              | Stensättning                |              | Östra Tollstad, Östergötland |       | 58.332048, 15.329764 | 10055700420001 | Ladda upp en bild av detta fornminne      |
| Östra Tollstad 42:2              | Röse                        |              | Östra Tollstad, Östergötland |       | 58.332224, 15.329460 | 10055700420002 | Ladda upp en bild av detta fornminne      |
| Östra Tollstad 42:3              | Stensättning                |              | Östra Tollstad, Östergötland |       | 58.332063, 15.329508 | 10055700420003 | Ladda upp en bild av detta fornminne      |
| Östra Tollstad 42:4              | Stensättning                |              | Östra Tollstad, Östergötland |       | 58.331639, 15.329821 | 10055700420004 | Ladda upp en bild av detta fornminne      |
| Östra Tollstad 57:1              | Röse                        |              | Östra Tollstad, Östergötland |       | 58.330752, 15.320288 | 10055700570001 | Ladda upp en bild av detta fornminne      |
| Östra Tollstad 62:1              | Stensättning                |              | Östra Tollstad, Östergötland |       | 58.339660, 15.332748 | 10055700620001 | Ladda upp en bild av detta fornminne      |
| Östra Tollstad 62:2              | Stensättning                |              | Östra Tollstad, Östergötland |       | 58.339578, 15.332768 | 10055700620002 | Ladda upp en bild av detta fornminne      |
| Östra Tollstad 62:3              | Stensättning                |              | Östra Tollstad, Östergötland |       | 58.339685, 15.332569 | 10055700620003 | Ladda upp en bild av detta fornminne      |
| Östra Tollstad 78:1              | Stensättning                |              | Östra Tollstad, Östergötland |       | 58.300016, 15.301023 | 10055700780001 | Ladda upp en bild av detta fornminne      |
| Östra Tollstad 104:1             | Stensättning                |              | Östra Tollstad, Östergötland |       | 58.332967, 15.292736 | 10055701040001 | Ladda upp en bild av detta fornminne      |
| Östra Tollstad 110:1             | Stensättning                |              | Östra Tollstad, Östergötland |       | 58.339141, 15.335001 | 10055701100001 | Ladda upp en bild av detta fornminne      |
| Östra Tollstad 110:2             | Stensättning                |              | Östra Tollstad, Östergötland |       | 58.339048, 15.335036 | 10055701100002 | Ladda upp en bild av detta fornminne      |
| Östra Tollstad 110:3             | Stensättning                |              | Östra Tollstad, Östergötland |       | 58.339044, 15.335179 | 10055701100003 | Ladda upp en bild av detta fornminne      |
| Östra Tollstad 111:1             | Stensättning                |              | Östra Tollstad, Östergötland |       | 58.339493, 15.335466 | 10055701110001 | Ladda upp en bild av detta fornminne      |
| Östra Tollstad 112:1             | Stensättning                |              | Östra Tollstad, Östergötland |       | 58.339958, 15.334219 | 10055701120001 | Ladda upp en bild av detta fornminne      |
| Östra Tollstad 114:1             | Gravfält                    |              | Östra Tollstad, Östergötland |       | 58.345419, 15.313049 | 10055701140001 | Ladda upp en bild av detta fornminne      |
| Östra Tollstad 115:1             | Gravfält                    |              | Östra Tollstad, Östergötland |       | 58.339047, 15.317190 | 10055701150001 | Ladda upp en bild av detta fornminne      |
| Frukullen (Östra Tollstad 116:1) | Hög                         |              | Östra Tollstad, Östergötland |       | 58.333665, 15.315319 | 10055701160001 | Ladda upp en bild av detta fornminne      |
| Östra Tollstad 117:1             | Stensättning                |              | Östra Tollstad, Östergötland |       | 58.333032, 15.293339 | 10055701170001 | Ladda upp en bild av detta fornminne      |
| Östra Tollstad 118:1             | Gravfält                    |              | Östra Tollstad, Östergötland |       | 58.338277, 15.339242 | 10055701180001 | Ladda upp en bild av detta fornminne      |
| Östra Tollstad 119:1             | Fornborg                    |              | Östra Tollstad, Östergötland |       | 58.349653, 15.349196 | 10055701190001 | Ladda upp en bild av detta fornminne      |
| Östra Tollstad 120:1             | Gravfält                    |              | Östra Tollstad, Östergötland |       | 58.332962, 15.345002 | 10055701200001 | Ladda upp en bild av detta fornminne      |
| Östra Tollstad 121:1             | Stensättning                |              | Östra Tollstad, Östergötland |       | 58.332085, 15.353101 | 10055701210001 | Ladda upp en bild av detta fornminne      |
| Östra Tollstad 122:1             | Stensättning                |              | Östra Tollstad, Östergötland |       | 58.331071, 15.349874 | 10055701220001 | Ladda upp en bild av detta fornminne      |
| Östra Tollstad 122:2             | Stensättning                |              | Östra Tollstad, Östergötland |       | 58.330816, 15.350307 | 10055701220002 | Ladda upp en bild av detta fornminne      |
| Östra Tollstad 122:3             | Minnesmärke                 |              | Östra Tollstad, Östergötland |       | 58.330923, 15.350501 | 10055701220003 | Ladda upp en bild av detta fornminne      |
| Östra Tollstad 124:1             | Stensättning                |              | Östra Tollstad, Östergötland |       | 58.343536, 15.330675 | 10055701240001 | Ladda upp en bild av detta fornminne      |
| Östra Tollstad 126:1             | Stensättning                |              | Östra Tollstad, Östergötland |       | 58.327546, 15.288146 | 10055701260001 | Ladda upp en bild av detta fornminne      |
| Östra Tollstad 127:1             | Stensättning                |              | Östra Tollstad, Östergötland |       | 58.326757, 15.303710 | 10055701270001 | Ladda upp en bild av detta fornminne      |
| Östra Tollstad 129:1             | Stensättning                |              | Östra Tollstad, Östergötland |       | 58.329289, 15.319562 | 10055701290001 | Ladda upp en bild av detta fornminne      |
| Östra Tollstad 132:1             | Stensättning                |              | Östra Tollstad, Östergötland |       | 58.331993, 15.330747 | 10055701320001 | Ladda upp en bild av detta fornminne      |
| Östra Tollstad 133:1             | Hällristning                |              | Östra Tollstad, Östergötland |       | 58.328252, 15.312535 | 10055701330001 | Ladda upp en bild av detta fornminne      |
| Östra Tollstad 134:1             | Stensättning                |              | Östra Tollstad, Östergötland |       | 58.326947, 15.343361 | 10055701340001 | Ladda upp en bild av detta fornminne      |
| Östra Tollstad 137:1             | Stensättning                |              | Östra Tollstad, Östergötland |       | 58.335643, 15.321785 | 10055701370001 | Ladda upp en bild av detta fornminne      |
| Östra Tollstad 142:1             | Stensättning                |              | Östra Tollstad, Östergötland |       | 58.338592, 15.319141 | 10055701420001 | Ladda upp en bild av detta fornminne      |
| Östra Tollstad 142:2             | Stensättning                |              | Östra Tollstad, Östergötland |       | 58.338230, 15.318735 | 10055701420002 | Ladda upp en bild av detta fornminne      |
| Östra Tollstad 145:1             | Stensättning                |              | Östra Tollstad, Östergötland |       | 58.330722, 15.308536 | 10055701450001 | Ladda upp en bild av detta fornminne      |